# Coccarda italiana tricolore

La coccarda italiana tricolore.

La coccarda italiana tricolore è l'ornamento nazionale dell'Italia, ottenuta pieghettando circolarmente un nastro costituito da strisce parallele verdi, bianche e rosse. Essa è composta dai tre colori della bandiera italiana, con il verde al centro, il bianco subito all'esterno e il rosso sul bordo. La coccarda, simbolo rivoluzionario per eccellenza, è stata protagonista dei moti che hanno caratterizzato il Risorgimento, venendo appuntata sulla giacca o sui cappelli nella sua forma tricolore dai molti patrioti che erano protagonisti di questo periodo della storia italiana – durante il quale la Penisola conseguì la propria unità nazionale – che culminò il 17 marzo 1861 con la proclamazione del Regno d'Italia. Il 14 giugno 1848 ha sostituito la coccarda azzurra sabauda sulle divise di alcuni reparti della Regia Armata Sarda, mentre il 1º gennaio 1948, con la nascita della Repubblica Italiana, ne ha preso il posto come ornamento nazionale.
La coccarda tricolore, e con essa i tre colori nazionali italiani, comparve per la prima volta a Genova il 21 agosto 1789 poco dopo lo scoppio della Rivoluzione francese. La coccarda ha preannunciato di sette anni il primo stendardo militare tricolore, che venne scelto dalla Legione Lombarda a Milano l'11 ottobre 1796, e di otto anni l'adozione della bandiera d'Italia, che nacque il 7 gennaio 1797, quando assunse per la prima volta il ruolo di vessillo nazionale di uno Stato italiano sovrano, la Repubblica Cispadana: per tale motivo la coccarda tricolore è considerata uno dei simboli patri italiani.
La coccarda tricolore è uno dei simboli dell'Aeronautica Militare Italiana, è diffusamente utilizzata su tutti gli aeromobili statali italiani, non solo militari, è la base del fregio da parata dei bersaglieri, dei reggimenti di cavalleria, dei Carabinieri e della Guardia di Finanza, e una sua riproduzione in stoffa è cucita sulle maglie delle squadre sportive detentrici delle Coppe Italia che si organizzano in diversi sport di squadra nazionali. È tradizione, per le massime cariche dello Stato, escluso il Presidente della Repubblica, avere appuntata sulla giacca, durante la parata militare della Festa della Repubblica Italiana, che è celebrata ogni 2 giugno, una coccarda tricolore.

## Posizione dei colori
La coccarda italiana tricolore, per convenzione, ha il verde al centro, il bianco in posizione intermedia e il rosso periferico: tale consuetudine deriva da una delle caratteristiche concettuali delle coccarde, che possono essere immaginate come delle bandiere arrotolate intorno all'asta viste dall'alto.
Nel caso della coccarda italiana tricolore, il verde è situato al centro perché nella bandiera d'Italia questo colore è quello più vicino all'asta. Le coccarde tricolori con il rosso e il verde invertiti di posizione sono invece quelle di Iran e Suriname.
La coccarda ungherese possiede la stessa disposizione dei colori della coccarda tricolore italiana: che abbia la posizione dei colori invertita come la coccarda iraniana e quella surinamese è una leggenda metropolitana.
Altre coccarde identiche a quella italiana, anche nella disposizione dei colori, sono gli ornamenti nazionali di Burundi, Messico, Libano, Seychelles, Algeria e Turkmenistan. Sono sempre coccarde tricolori verdi, bianche e rosse, aventi però una differente disposizione dei colori, gli ornamenti nazionali di Bulgaria e Maldive (che sono entrambe, partendo dal centro, bianche, verdi e rosse) e del Madagascar (che è, iniziando dal centro, bianca, rossa e verde).

## Storia

### Le premesse

La coccarda francese tricolore, che ebbe origine e che si diffuse tra le rivolte della rivoluzione.

Le prime coccarde furono introdotte in Europa nel XV secolo. Gli eserciti degli Stati europei le utilizzavano per indicare la nazionalità dei loro soldati: questa era un'informazione importante, soprattutto nelle battaglie, durante le quali era fondamentale riconoscere gli alleati dai nemici. Queste prime coccarde sono state ispirate dalle fasce e dai nastri distintivi colorati che venivano usati nel tardo medioevo dai cavalieri, sia in guerra che nelle giostre, che avevano il medesimo scopo, ovvero di distinguere l'avversario dal commilitone.
La coccarda, poi diventata simbolo rivoluzionario per eccellenza durante i moti insurrezionali del XVIII e del XIX secolo perché facilmente realizzabile anche con scarsezza di mezzi, è stata protagonista, nella sua versione verde, bianca e rossa, dei moti che hanno costellato il Risorgimento, stagione della storia d'Italia caratterizzata da quei fermenti sociali che hanno poi portato, nel XIX secolo, all'unità politica e amministrativa della penisola italiana, venendo spesso indossata dai patrioti che vi parteciparono: per tale motivo viene considerata uno dei simboli patri italiani.
La coccarda italiana tricolore, così come tutti gli ornamenti analoghi realizzati nello stesso periodo anche in altri Paesi, aveva come caratteristica principale quella di poter essere ben visibile, dando così modo di identificare inequivocabilmente le idee politiche della persona che la indossava, nonché quella di essere, in caso di necessità, meglio nascondibile rispetto, ad esempio, a una bandiera. 

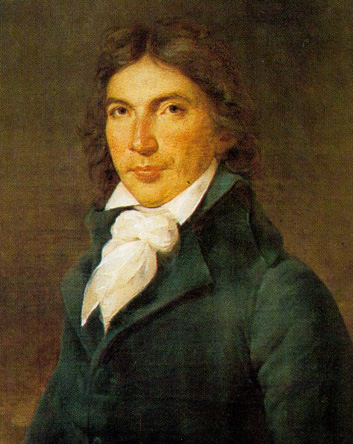
Camille Desmoulins, grazie al quale nacque la coccarda tricolore francese, che ispirò a sua volta la nascita di quella italiana.

L'ornamento italiano è stata ispirato dalla coccarda francese tricolore, che comparve qualche settimana prima di quella italiana, così come anche la bandiera d'Italia si ispira a quella francese, introdotta dalla rivoluzione nell'autunno del 1790 sulle navi da guerra della Marine nationale. Anche altri vessilli nazionali tricolori europei ebbero la medesima origine, con le modifiche del caso: molte di queste bandiere si ispirarono al vessillo francese perché erano anch'esse legate agli ideali della rivoluzione.
La coccarda francese tricolore ebbe origine durante la Rivoluzione diventando con il tempo uno dei simboli del cambiamento. Poco dopo l'inizio della rivoluzione, la consuetudine di utilizzare coccarde durante le rivolte valicò le Alpi giungendo in Italia insieme a tutto il bagaglio di valori e di ideali della Rivoluzione francese, che furono veicolati dal giacobinismo delle origini, tra cui la volontà di rinnovamento sociale – sulla scorta dell'elaborazione della dichiarazione dei diritti dell'uomo e del cittadino del 1789 – e in seguito anche politico, con la nascita dei primi fermenti patriottici indirizzati all'autodeterminazione dei popoli che portarono poi, nella penisola italiana, al Risorgimento.
La coccarda francese tricolore nacque il 12 luglio 1789, due giorni prima della presa della Bastiglia, quando il giornalista rivoluzionario Camille Desmoulins, rivolgendosi alla folla parigina pronta alla rivolta, chiese loro quale colore adottare come simbolo della Rivoluzione francese, suggerendo il verde speranza oppure il blu della rivoluzione americana, simbolo di libertà e democrazia: i rivoltosi risposero "Il verde! Il verde! Vogliamo delle coccarde verdi!". Desmoulins colse quindi una foglia verde da terra e se l'appuntò al cappello come segno distintivo dei rivoluzionari invitando loro a fare altrettanto.
Il verde, nella primigenia coccarda francese, fu abbandonato il 13 luglio 1789 in favore del blu e del rosso, ovvero degli antichi colori di Parigi, perché era anche il colore del fratello del re, il reazionario conte d'Artois, che diventò monarca dopo la Restaurazione con il nome di Carlo X. La coccarda francese tricolore si completò poi il 17 luglio 1789 con l'aggiunta del bianco, colore dei Borbone, in ossequio al re Luigi XVI, che era ancora regnante nonostante le violente rivolte che imperversavano nel Paese: la monarchia francese fu abolita infatti tre anni dopo, il 10 agosto 1792.

### La nascita dei colori nazionali italiani

#### Le foglie usate come prime coccarde

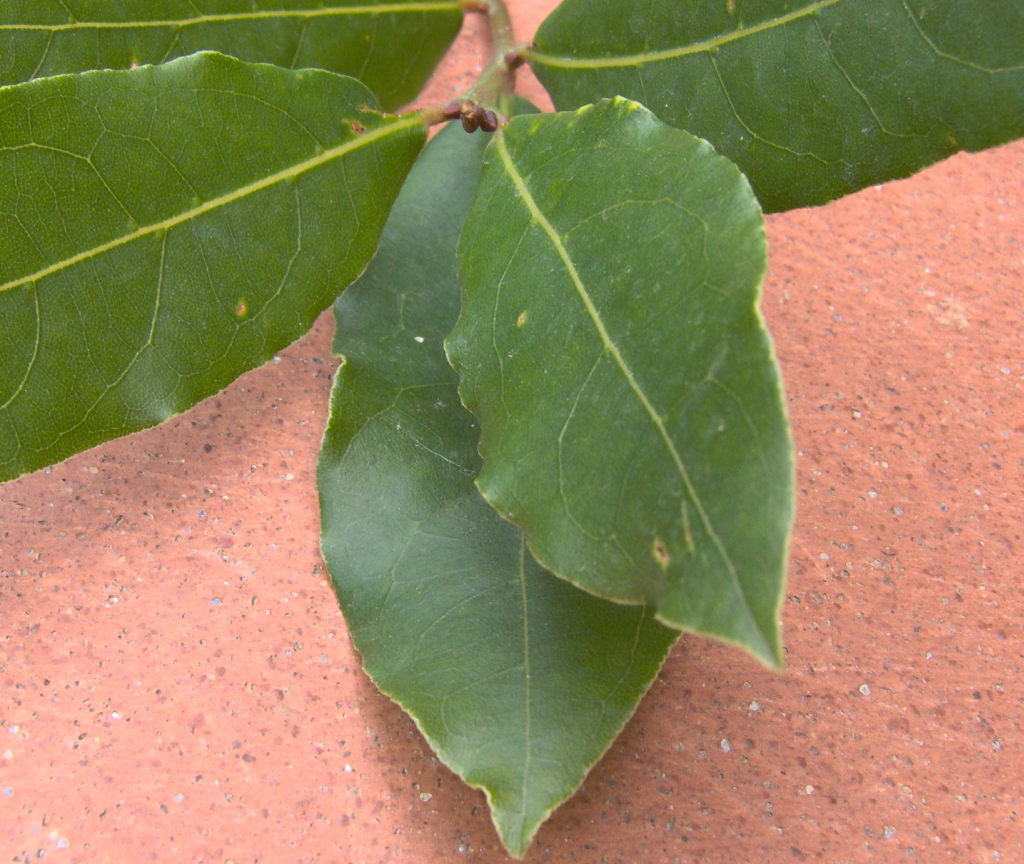
Alcune foglie di alloro. Molte di esse vennero utilizzate come coccarda di fortuna durante i moti di Roma del 1789.

Le prime sporadiche dimostrazioni favorevoli agli ideali della Rivoluzione francese da parte della popolazione italiana avvennero nell'agosto del 1789 con l'organizzazione di manifestazioni di protesta in vari luoghi della penisola italiana, in particolar modo nello Stato Pontificio. I rivoltosi, in questi primi moti, avevano appuntate sui vestiti coccarde di fortuna costituite da foglie verdi a imitazione delle analoghe proteste avvenute in Francia agli albori della rivoluzione.
L'uso di coccarde, seppur di fortuna, durante i moti di protesta avvenuti in Italia non fu un caso isolato. È infatti documentato che il 12 novembre 1789 il governo prussiano vietò alla popolazione della Vestfalia l'utilizzo di coccarde perché viste con sospetto dato il loro significato strettamente legato ai moti di protesta che stavano divampando in Francia: il loro uso travalicò quindi i confini francesi diffondendosi gradualmente nell'intera Europa. Ciò accadde anche grazie alle gazzette che, stampate nei vari Paesi europei, diedero ampio risalto al fatto che la coccarda fosse diventata, in Francia, uno dei simboli più importanti dei moti insurrezionali e della lotta del popolo contro il regime assolutistico che all'epoca governava il Paese.
Per quanto riguarda i moti italiani, degne di nota furono le rivolte che ebbero luogo a Fano e Velletri poco prima del 16 agosto, a Roma tra il 16 e il 28 agosto e a Frascati poco prima del 30 agosto, tutte avvenute nello Stato Pontificio. A Roma, in particolare, delle coccarde, che erano formate da foglie di alloro, furono appuntate sui cappelli. Qui i rivoltosi chiedevano l'abbassamento del prezzo dei beni di prima necessità con la minaccia di scatenare sommosse paragonabili alle violente proteste parigine in caso di rifiuto delle autorità di soddisfare tali richieste. 

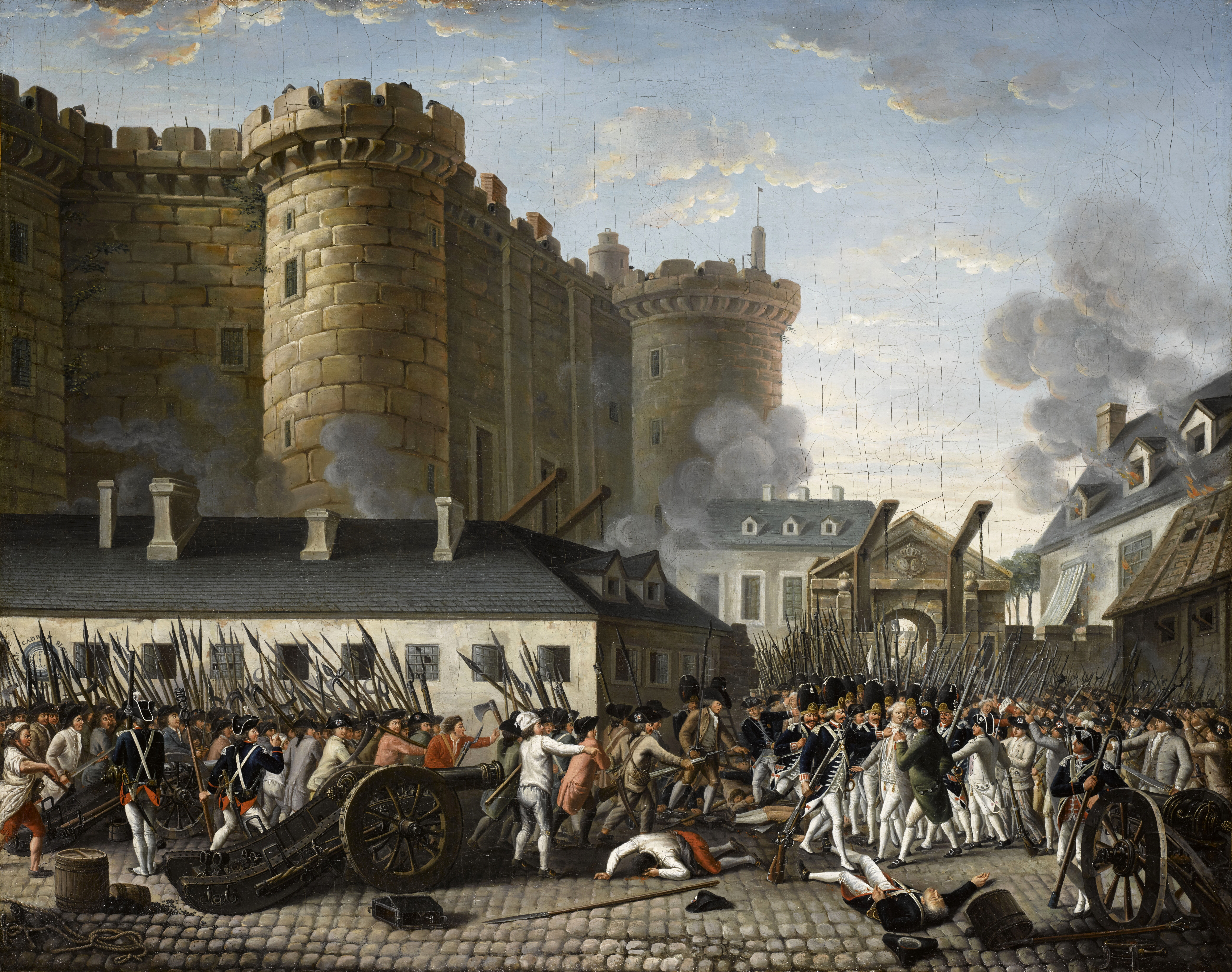
Il popolo di Parigi assalta la fortezza della Bastiglia il 14 luglio 1789, decretando l'inizio della Rivoluzione francese: inizialmente i rivoltosi italiani credevano erroneamente che il tricolore sventolato tra le barricate parigine fosse verde, bianco e rosso.

La gazzetta milanese Staffetta di Sciaffusa definì le proteste nello Stato Pontificio «[un] ballo delle coccarde verdi» in un articolo apparso il 16 agosto 1789. Dal settembre 1789 non si ebbe più notizia, nelle sommosse italiane, della coccarda formata con le foglie che fu sostituita da coccarde in stoffa di colore verde.

#### La prima coccarda italiana tricolore
Nelle prime settimane della stagione rivoluzionaria restò credenza comune, in Italia, che quello verde, bianco e rosso fosse il tricolore sventolato dai rivoltosi francesi: gli insorti italiani utilizzarono pertanto questi colori come semplice imitazione delle proteste che stavano prendendo piede in Francia e che erano finalizzate – in entrambe le nazioni – ai medesimi obiettivi, ovvero al raggiungimento di migliori condizioni di vita e all'ottenimento dei diritti politici, da sempre negati dai regimi assolutistici. Le gazzette italiane dell'epoca avevano infatti creato confusione sugli eventi delle sommosse francesi, in particolar modo omettendo la sostituzione del verde con il blu e il rosso e riportando quindi l'erronea notizia che il tricolore francese fosse verde, bianco e rosso.
L'errore sui colori della coccarda francese si radicò tra i manifestanti perché i giornali non corressero subito l'errore sebbene all'epoca, in Italia, si stampassero circa una ottantina di testate, cinque delle quali nella sola Milano. Le notizie pubblicate furono, all'inizio, anche contraddittorie. Ad esempio La Staffetta di Sciaffusa riportò la notizia che la coccarda francese verde costituita da foglie fosse stata sostituita, il giorno successivo, da una coccarda bianca e rossa (invece che blu e rossa). 

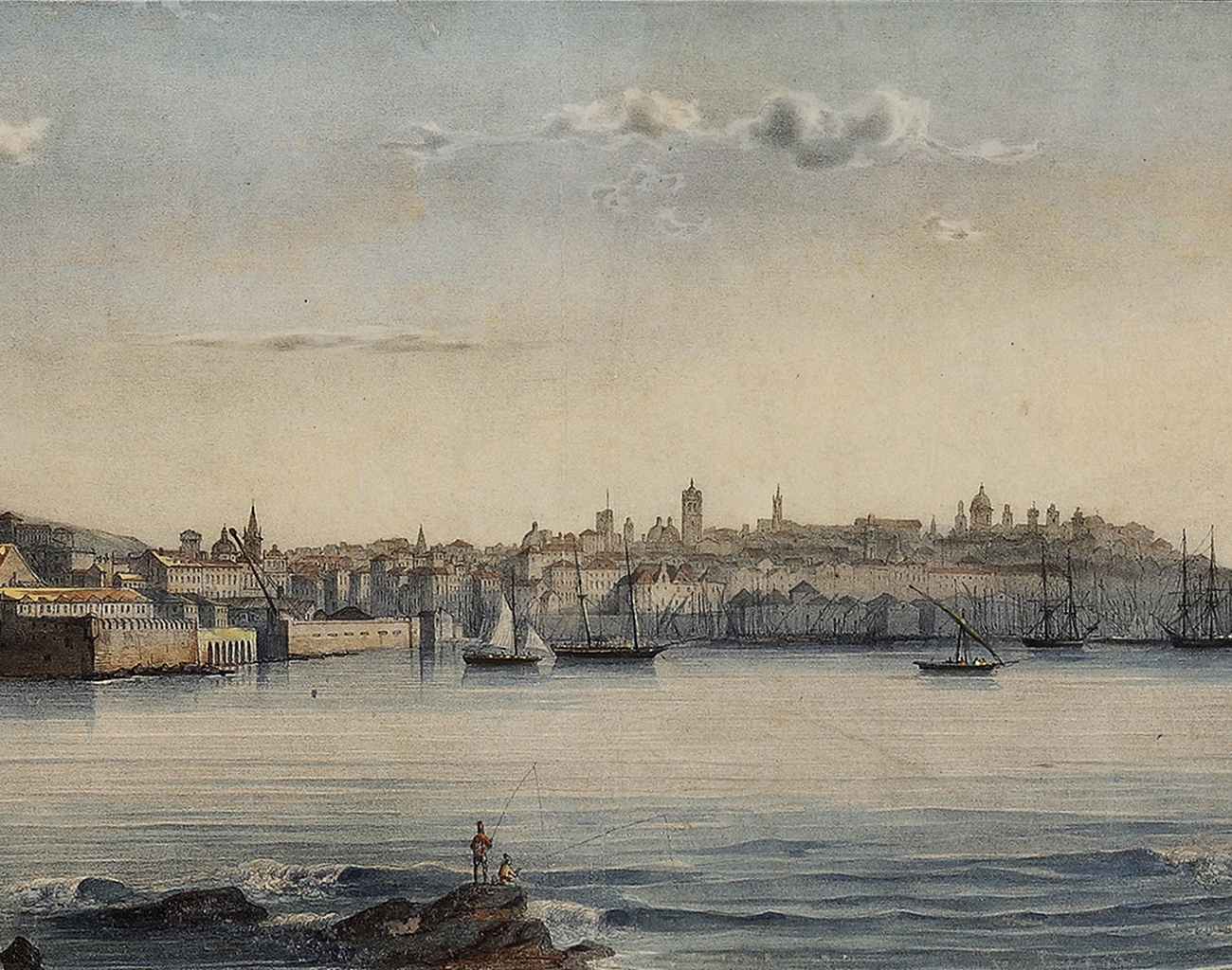
Panorama di Genova all'inizio del XIX secolo. Qui comparve per la prima volta la coccarda italiana tricolore, e con essa i colori nazionali italiani.

Anche sulla successiva e definitiva coccarda francese blu, bianca e rossa, che venne realizzata il 17 luglio, i giornali fecero confusione riportando, come nel caso de Il Corriere di Gabinetto, che fosse solo rossa e blu oppure, secondo altre testate, come La Gazzetta Enciclopedica di Milano, che fosse bianca e rosa. Notizie più precise, riportate successivamente da tutte le testate italiane, informarono correttamente sul fatto che i colori della coccarda francese fossero tre: sbagliarono però la loro tonalità, dato che citarono coccarde verdi, bianche e rosse.
La prima traccia documentata dell'utilizzo della coccarda verde, bianca e rossa, che non specifica però la disposizione dei colori sull'ornamento, è datata 21 agosto 1789. Negli archivi storici della Repubblica di Genova è riportato che testimoni oculari avessero visto aggirarsi per la città alcuni manifestanti con apposta sui vestiti «la nuova coccarda francese bianca, rossa e verde introdotta da poco tempo a Parigi». È indicativo l'utilizzo del termine "nuova coccarda": evidentemente in questa città si era già a conoscenza dell'avvenuto passaggio, in Francia, dalle coccarde di fortuna costituite da foglie a quelle in stoffa a due e successivamente a tre colori, nonostante se ignorasse la reale composizione cromatica.

Versione schematica della coccarda italiana tricolore rappresentata nella forma "a disco".

L'uso della coccarda fu visto con sospetto e avversione dalle autorità statali genovesi, poiché richiamava quelle spinte sociali che iniziavano a diffondersi in Europa: questi fermenti popolari avevano infatti frequentemente connotati ribelli e destabilizzanti. Il tricolore italiano nacque quindi come forma di protesta popolare nei confronti dei regimi assolutistici che all'epoca governavano la penisola e non come una manifestazione patriottica di italianità, dato che si era ancora lontani dalla nascita di quella presa di coscienza nazionale che portò poi al Risorgimento.
Non è inoltre escluso che la coccarda verde, bianca e rossa, con l'erronea convinzione dell'uso del verde in luogo del blu, inesattezza forse causata dal precedente utilizzo di foglie verdi, sia nata prima del 21 agosto, e in una città diversa da Genova: i fermenti rivoluzionari degli eventi francesi sono infatti giunti in Italia probabilmente prima di tale data, fermo restando che di questa possibile prima realizzazione della coccarda tricolore non siamo per ora in possesso di tracce documentate. È provato dalle testimonianze scritte che i primi moti rivoluzionari, in Italia, si ebbero in agosto nello Stato Pontificio, ma le fonti relative a questi eventi non citano coccarde tricolori, ma solo ornamenti composti con le foglie.
Infine, quando giunsero anche in Italia le informazioni corrette sulla composizione cromatica della coccarda francese, i giacobini italiani decisero di mantenere il verde al posto del blu, perché rappresentava la natura e quindi – metaforicamente – anche i diritti naturali, ovvero l'uguaglianza e la libertà, entrambi principi a loro cari. Sebbene dunque il tricolore verde, bianco e rosso, quando fu introdotto, ebbe semplicemente valenza imitativa, venne assunto a simbolo patrio italiano durante i moti popolari risorgimentali di inizio XIX secolo.

### La coccarda tricolore diventa uno dei simboli patri italiani

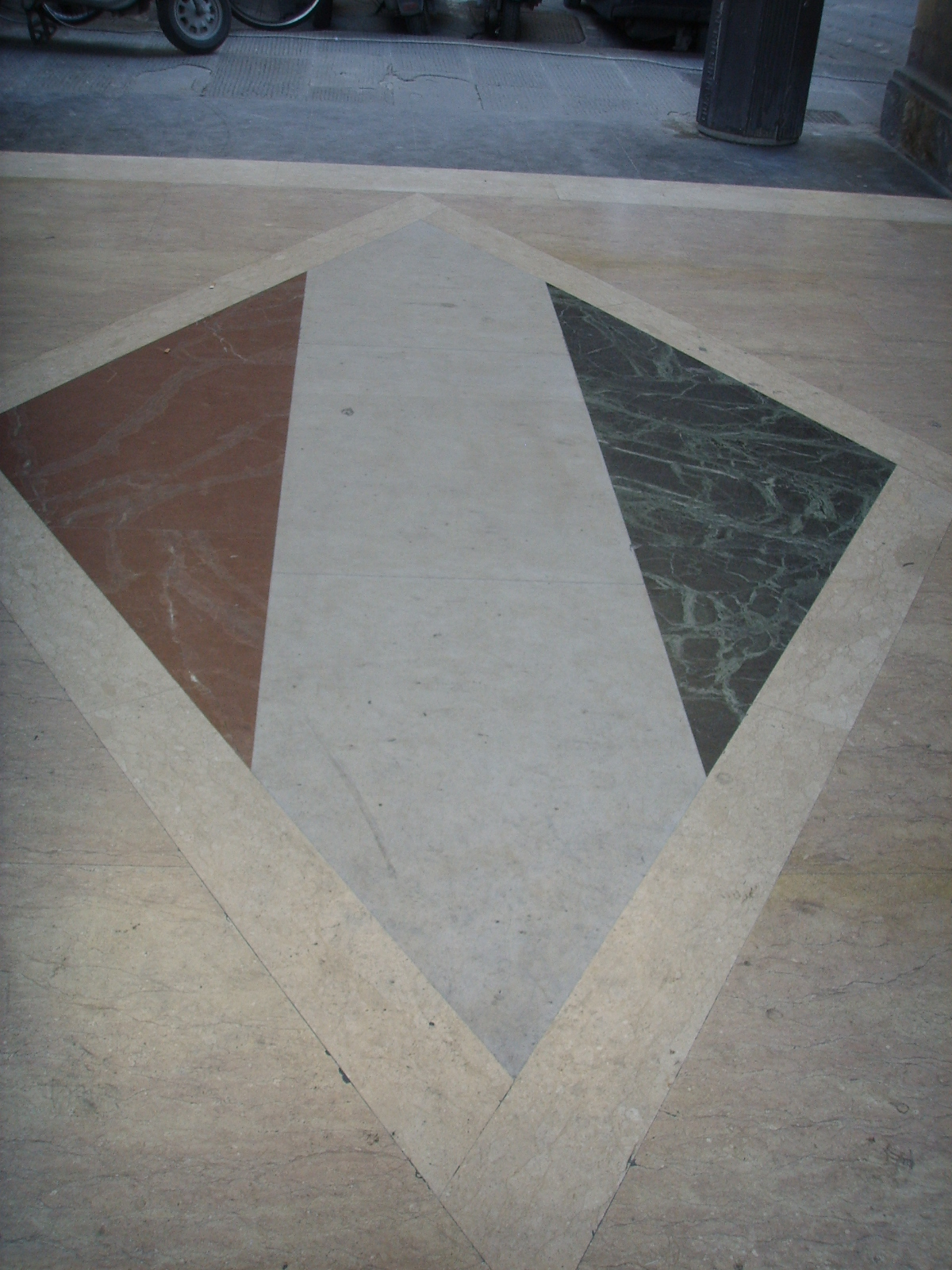
I tre colori nazionali italiani scolpiti sul pavimento del Palazzo delle Poste di Firenze. Dopo la loro comparsa a Genova in 21 agosto 1789, il rosso, il bianco e il verde sono gradualmente entrati nell'immaginario collettivo degli italiani fino a essere rappresentati nei più svariati ambiti.

L'adozione in Italia della coccarda verde, bianca e rossa non fu immediata e univoca da parte dei patrioti italiani: altre apparizioni, ancora sporadiche, di coccarde alternative a quella genovese dopo quella del 1789 ebbero luogo l'anno successivo, quando ne comparirono nel Granducato di Toscana bianche e rosse, e nel 1792 a Porto Maurizio, nella Repubblica di Genova, nuovamente bianche e rosse. Degna di nota fu la prima apparizione della coccarda italiana tricolore all'estero, che avvenne nel 1791 a Tolone, in Francia, grazie ad alcuni marinai genovesi.
In seguito la coccarda verde, bianca e rossa si diffuse sempre in misura maggiore, divenendo gradualmente l'unico ornamento utilizzato in Italia dai patrioti italiani. Chiarito infatti l'errore delle testate giornalistiche sui colori della coccarda tricolore francese, e assunti di conseguenza i connotati dell'unicità, i patrioti la iniziarono a definire "coccarda italiana" facendola diventare uno dei simboli del Paese.
L'uso del tricolore italiano non si limitò alla presenza del verde, del bianco e del rosso in una coccarda: quest'ultima, essendo nata il 21 agosto 1789, precedette di sette anni il primo stendardo militare tricolore, che venne scelto dalla Legione Lombarda l'11 ottobre 1796, cui è associata la prima approvazione ufficiali dei colori nazionali italiani da parte delle autorità, in questo caso napoleoniche, e di otto anni l'adozione della bandiera d'Italia, che nacque il 7 gennaio 1797, quando assunse per la prima volta il ruolo di vessillo nazionale di uno Stato italiano sovrano, la Repubblica Cispadana.

### La coccarda della sommossa di Bologna

#### L'organizzazione della rivolta e la realizzazione delle coccarde

Luigi Zamboni.

Degne di nota, da un punto di vista storico, visto il processo giudiziario e il clamore che ne seguirono, furono delle coccarde tricolori realizzate nel 1794 da due studenti dell'Università di Bologna, il bolognese Luigi Zamboni e l'astigiano Giovanni Battista De Rolandis, che si posero a capo di un tentativo insurrezionale per liberare Bologna dal dominio pontificio; oltre ai due studenti, facevano parte dell'impresa anche due dottori in medicina, Antonio Succi e Angelo Sassoli, che tradirono poi gli altri patrioti riferendo tutto alla polizia pontificia, e altre quattro persone (Giuseppe Rizzoli detto della Dozza, Camillo Tomesani Collo Torto, Antonio Forni Mago Sabino e Camillo Galli).
Durante questo tentativo di innescare una sommossa, che fu organizzato tra il 13 e il 14 novembre 1794 (oppure, secondo altre fonti, il 13 dicembre 1794), i manifestanti guidati da De Rolandis e Zamboni sfoggiarono una coccarda rossa e bianca (che sono anche i colori dello stemma comunale di Bologna) avente una fodera di colore verde. Queste coccarde tricolori, realizzate dai genitori di Zamboni, che di mestiere facevano i merciai e che pagarono poi a caro prezzo questa iniziativa, avevano il verde al centro, il bianco subito all'esterno e il rosso sul bordo.

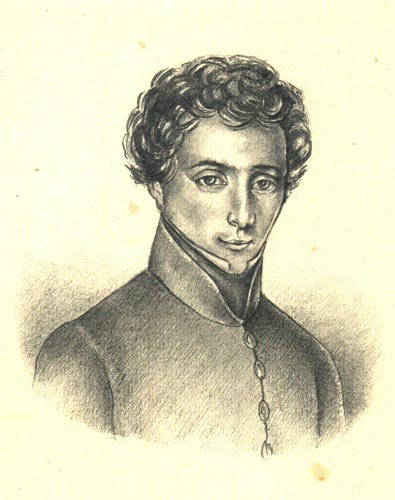
Giovanni Battista De Rolandis.

Luigi Zamboni aveva già espresso in precedenza il desiderio di creare un vessillo tricolore che sarebbe dovuto diventare, a unità nazionale completata, la bandiera d'Italia. Nello specifico Zamboni, il 16 settembre 1794, dichiarò:
(Luigi Zamboni)
Durante l'opera di reclutamento Giovanni Battista De Rolandis e Luigi Zamboni riuscirono a convincere una trentina di persone a partecipare al loro atto insurrezionale. I due acquistarono anche alcune armi da fuoco, che in seguito si rilevarono di scarsa qualità. L'obiettivo era quello di diffondere un volantino destinato a far insorgere Bologna e Castel Bolognese; il proclama tuttavia non sortì alcun effetto.

#### Il fallimento della sommossa e il processo

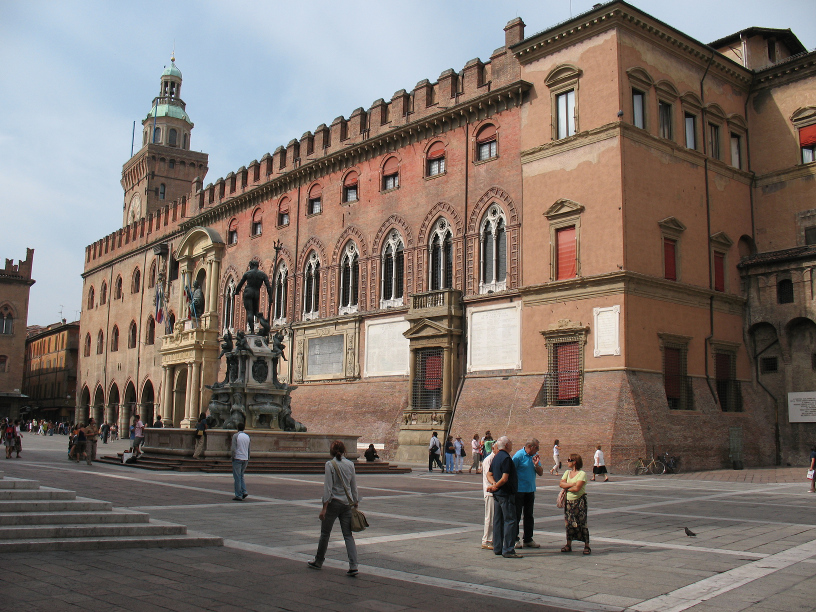
Palazzo d'Accursio a Bologna.

Dopo aver fallito nel tentativo di far insorgere la città, i rivoluzionari cercarono di rifugiarsi nel Granducato di Toscana, ma la polizia locale prima li catturò a Covigliaio e poi li consegnò alle autorità pontificie. Dopo la cattura dei fuggiaschi, fu istituito presso il tribunale criminale del Torrone un processo Super complocta et seditiosa compositione destributa per civitatem in conventicula armata, ovvero per "complotto e tentativo di insurrezione popolare armata". Il processo coinvolse tutti i partecipanti all'atto insurrezionale, anche i familiari di Zamboni e i fratelli Succi.
Luigi Zamboni venne trovato morto il 18 agosto 1795 all'interno di una cella soprannominata "Inferno", che condivideva con due delinquenti comuni, da loro ucciso su ordine della polizia o forse suicida dopo un infruttuoso tentativo di fuga. Altre ipotesi ancora vogliono che si fosse trattato di un omicidio i cui mandanti andrebbero cercati in alcune famiglie senatorie bolognesi, in particolare nella famiglia Savioli.

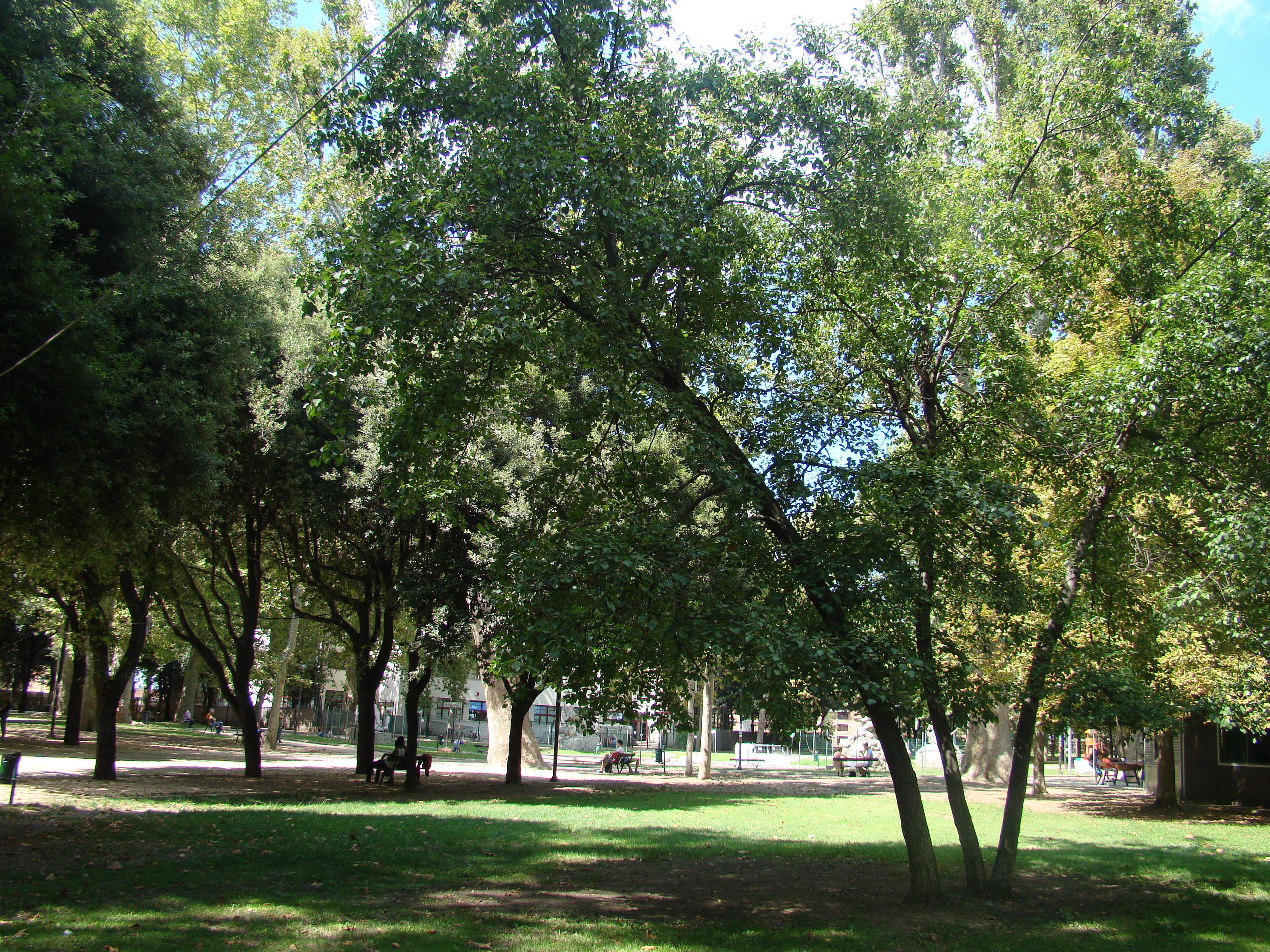
Scorcio del Giardino della Montagnola a Bologna, dove vennero seppelliti Luigi Zamboni e Giovanni Battista De Rolandis. Le loro salme furono successivamente disperse.

Giovanni Battista De Rolandis fu giustiziato pubblicamente, dopo essere stato sottoposto a interrogatori preceduti e seguiti da feroci torture, il 26 aprile 1796. Il padre di Zamboni morì di infarto quasi a ottant'anni dopo aver subito atroci supplizi, mentre la madre venne prima frustata per le vie di Bologna e poi condannata al carcere a vita. Gli altri imputati, dopo aver scontato pene minori, furono liberati di lì a poco dai francesi che nel frattempo avevano invaso l'Emilia scacciando i pontifici. Le salme di De Rolandis e Zamboni vennero in seguito solennemente tumulate a Bologna nel Giardino della Montagnola su ordine diretto di Napoleone, per essere poi disperse nel 1799 con l'arrivo degli austriaci.
Alla coccarda tricolore e alla sommossa di Bologna capitanata da De Rolandis e Zamboni Giosuè Carducci dedicò una strofa dell'ode Nel vigesimo anniversario dell'8 agosto 1848:
(Giosué Carducci, Nel vigesimo anniversario dell'8 agosto 1848)
Esiste ancora una delle coccarde tricolori originali utilizzate da Luigi Zamboni e Giovanni Battista De Rolandis. Di proprietà della famiglia De Rolandis, è stata esposta per diverso tempo all'interno del Museo nazionale del Risorgimento italiano di Torino. Nel 2006, in occasione di alcuni lavori di ristrutturazione, è stata trasferita al Museo europeo degli studenti dell'Università di Bologna, dove è tuttora conservata.

### Il libero utilizzo durante l'epoca napoleonica

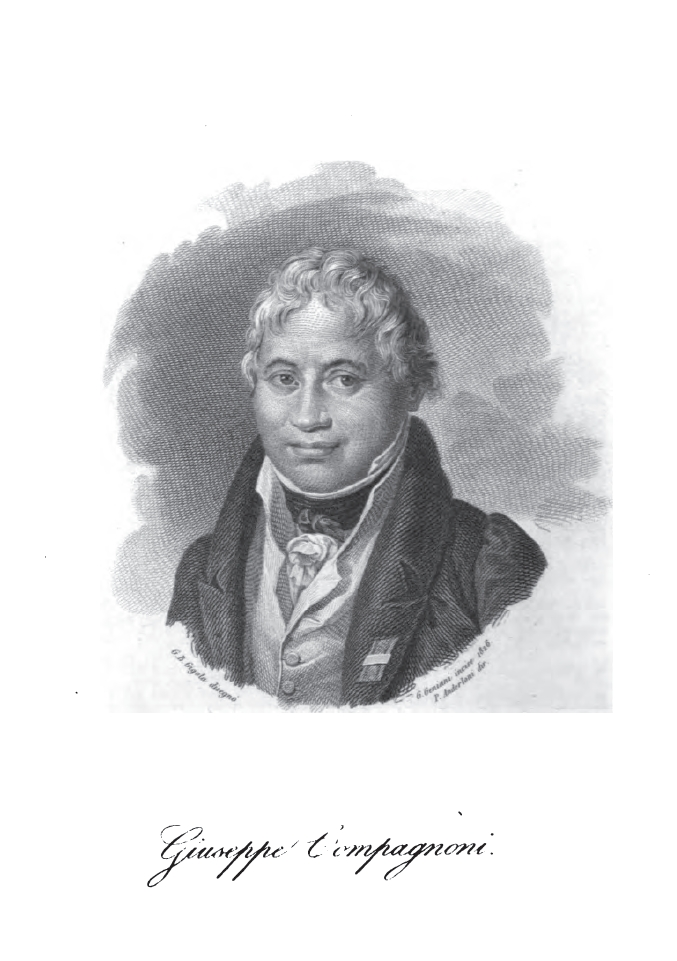
Giuseppe Compagnoni, conosciuto come il "padre del tricolore" Fu Compagnoni a proporre per primo l'adozione di una bandiera tricolore per uno Stato italiano sovrano, la Repubblica Cispadana.

Dopo gli eventi di Bologna, la coccarda tricolore fu indossata durante l'ingresso di Napoleone a Milano il 15 maggio 1796. In quell'occasione furono realizzate delle coccarde circolare con il rosso all'esterno, il verde in posizione intermedia e il bianco al centro. Tali ornamenti furono indossati dai patrioti italiani anche durante le cerimonie religiose officiate all'interno del Duomo di Milano come ringraziamento per l'arrivo di Napoleone, che fu visto – perlomeno all'inizio – come un liberatore. Delle coccarde tricolori diventarono poi uno dei simboli ufficiali della Guardia nazionale milanese, che fu fondata il 20 novembre 1796, diffondendosi poi anche altrove lungo la penisola italiana. La coccarda tricolore si legò in modo particolare al movimento giacobino, che ne fece uno dei suoi simboli più importanti.
Proprio in occasione della prima adozione della bandiera verde, bianca e rossa da parte di uno Stato italiano sovrano, la Repubblica Cispadana, che è datata 7 gennaio 1797 e che fu decretata da un'assemblea svoltasi in un salone del municipio di Reggio Emilia, venne deciso che la coccarda tricolore, considerata anch'essa uno dei simboli ufficiali del neonato Stato napoleonico, avrebbe dovuto essere indossata da tutti i cittadini.
A proporre in quell'occasione l'adozione della bandiera e della coccarda italiane fu Giuseppe Compagnoni, che per questo è celebrato come il "padre del tricolore".
(Verbale della riunione del 7 gennaio 1797 del congresso della Repubblica Cispadana)

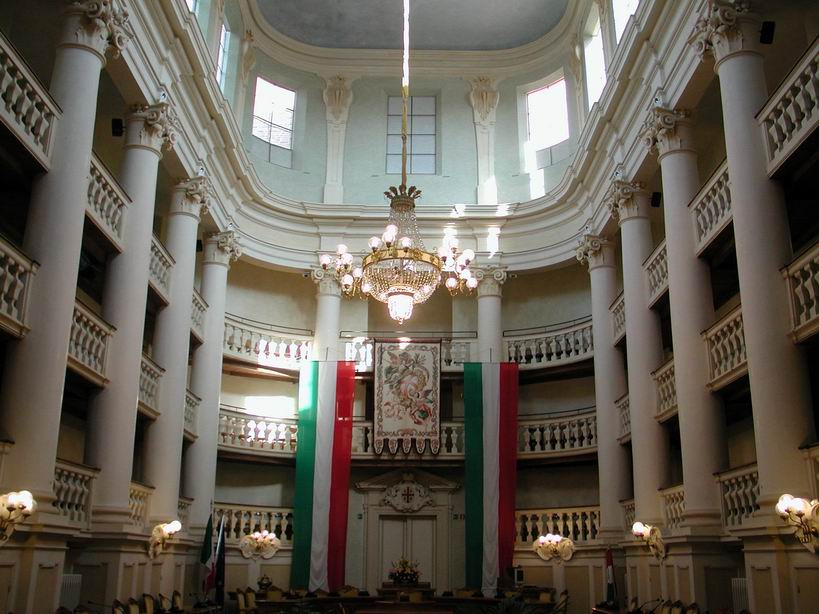
La settecentesca Sala del Tricolore, poi diventata sala consiliare del comune di Reggio Emilia, dove la bandiera tricolore fu ufficialmente adottata dalla Repubblica Cispadana.

In questo contesto, a Bergamo, fu stabilito l'obbligo, da parte dei civili, di indossare una coccarda tricolore appuntata sui vestiti, imposizione sancita, il 13 maggio 1797, anche a Modena e Reggio Emilia. Anche senza bisogno di obblighi da parte delle autorità statali, l'uso della coccarda si estese sempre di più tra la popolazione, che la portava con orgoglio, gettando le basi, insieme ad altri fattori, al movimento popolare risorgimentale.
Il 29 giugno 1797, grazie alla fusione tra la Repubblica Cispadana e la Repubblica Transpadana, nacque la Repubblica Cisalpina, un organismo statale filo francese che si estendeva sulla Lombardia, su parte dell'Emilia e sulla Romagna e che aveva come capitale Milano. Alla cerimonia ufficiale che sancì la nascita della neonata repubblica, organizzata al Lazzaretto di Milano, comparvero una moltitudine di bandiere e di coccarde tricolori.

### Il suo uso nel Risorgimento

#### I primi moti risorgimentali

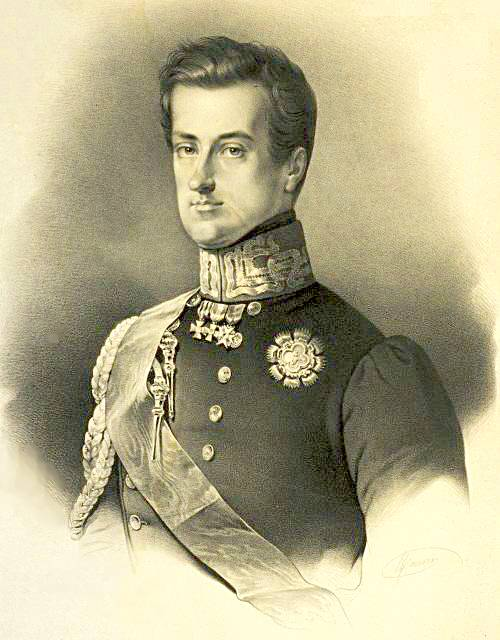
Carlo Alberto di Savoia.

Con la definitiva sconfitta di Napoleone, a cui seguì la Restaurazione dei regimi assolutistici pre rivoluzionari, i colori nazionali italiani, e con essa la coccarda tricolore, entrarono in clandestinità, trasformandosi in simbolo di quei movimenti patriottici che iniziarono a costituirsi in Italia, la cui stagione storica è conosciuta come Risorgimento. I fermenti sociali che portarono alla nascita del patriottismo italiano ebbero origine, come già accennato, in epoca napoleonica, durante la quale si diffusero gli ideali della Rivoluzione francese, tra cui il concetto di autodeterminazione dei popoli.
Sebbene fossero stati restaurati i regimi pre napoleonici, le idee liberali spesso sfociarono nella volontà dei popoli di affrancarsi dalla dominazione straniera costituendo un organismo statale unitario e indipendente, come nel caso italiano, mentre la richiesta di avere maggiori diritti civili e politici da parte della popolazione non sopì con la ricostituzione degli Stati assolutistici, riaffiorando in modo palese nei moti che avrebbero caratterizzato il XIX secolo.
L'uso della coccarda tricolore venne vietato dagli austriaci nel Regno Lombardo-Veneto insieme all'utilizzo della bandiera verde, bianca e rossa pena la condanna a morte. Lo scopo di questo provvedimento, citando le testuali parole dell'imperatore Francesco Giuseppe I d'Austria, era di "fare dimenticare di essere italiani". La coccarda tricolore comparve, per la prima volta dopo l'epoca napoleonica, durante i moti del 1820-1821 nel Regno delle Due Sicilie appuntata sui cappelli o sui vestiti dei patrioti italiani: la sua ricomparsa fu quindi ancora sporadica e limitata a un territorio specifico. La coccarda tricolore si presentò nuovamente durante le rivolte del 1830-1831, appuntata sugli indumenti dei patrioti italiani, che avvennero principalmente nello Stato Pontificio, nel Ducato di Modena e Reggio e nel Ducato di Parma e Piacenza, nei quali ci una profusione di fazzoletti e di coccarde tricolori: anche in questo caso, la sua comparsa fu limitata ad alcuni Stati della penisola italiana. 

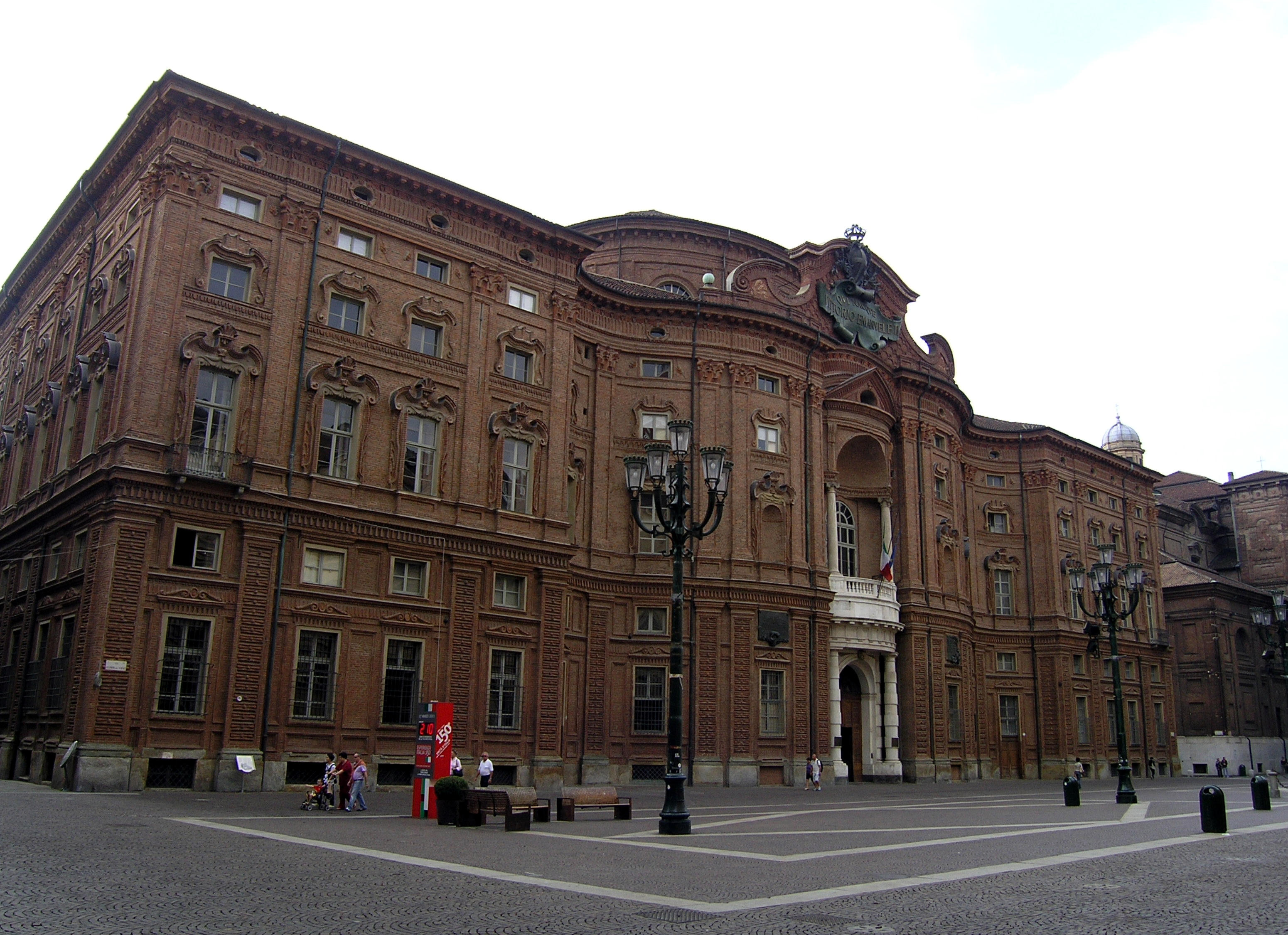
Facciata del Museo nazionale del Risorgimento italiano di Torino, che è il più antico e il più importante museo dedicato al Risorgimento per via della ricchezza e della rappresentatività delle sue collezioni e l'unico che abbia ufficialmente il titolo di "nazionale".

In questo contesto, nel 1820, in occasione dei solenni festeggiamenti legati alla concessione della costituzione da parte di Ferdinando I delle Due Sicilie, i membri della famiglia reale indossarono delle coccarde tricolori. I moti del 1820-1821 ebbero infatti le conseguenze maggiori nel Regno di Sardegna, dove i moti furono guidati per un breve periodo da Carlo Alberto di Savoia, non ancora diventato re, e nel Regno delle Due Sicilie: in quest'ultimo, in particolare, fu riaperto anche il Parlamento siciliano e venne convocato per la prima volta il Parlamento napoletano.
Se le sommosse del XIV e del XV secolo vennero guidate dall'umanesimo, con tutti gli effetti del caso, tra cui il legame con il classicismo, le rivolte patriottiche del XIX secolo, con le loro idee di indipendenza e libertà, e con i loro simboli iconici, tra i quali ci furono le coccarde, erano invece ispirate dal Romanticismo.

#### I moti del 1848
Coccarde tricolori continuarono a essere protagoniste, appuntate sul petto o sui cappelli dei patrioti, nelle sollevazioni popolari che seguirono quelle precedentemente citate, come nel caso delle cinque giornate di Milano (18-22 marzo 1848), nel corso delle quali ebbero un'ampia diffusione tra gli insorti, tra i quali ci furono molti religiosi: il clero milanese appoggiò infatti attivamente le istanze patriottiche dei propri fedeli. 

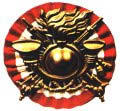
Il fregio da parata dei bersaglieri, che è basato su una coccarda tricolore.

In questo contesto, il 23 marzo 1848, il re di Sardegna Carlo Alberto di Savoia emise un proclama avente decisi connotati politici, con il quale il sovrano sabaudo assicurava al Governo provvisorio di Milano formatosi in seguito alle cinque giornate che le sue truppe, pronte a venirgli in aiuto, avrebbero utilizzato, come bandiera militare, il tricolore italiano:
(Proclama di Carlo Alberto di Savoia del 23 marzo 1848)

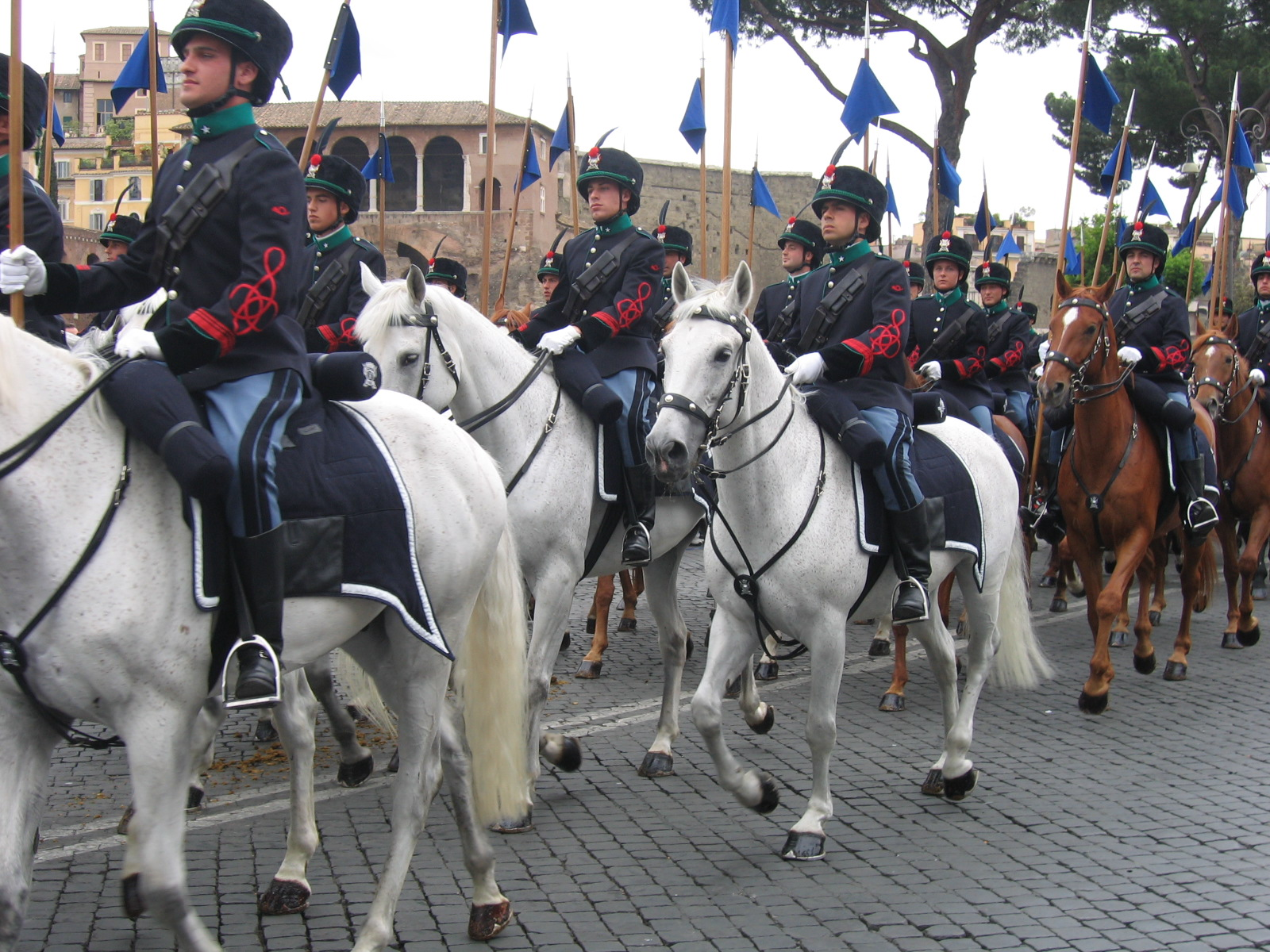
Reggimento di cavalleria "Lancieri di Montebello" alla Festa della Repubblica Italiana del 2 giugno 2006. Si può notare la presenza, sul loro cappello, sotto lo stemma, della coccarda italiana tricolore.

I milanesi accolsero poi Carlo Alberto e le sue truppe con una profusione di bandiere e coccarde tricolori. Questo non fu l'unico atto formale di Carlo Alberto di Savoia nei confronti del tricolore: il 14 giugno 1848, una circolare del Ministero della guerra del Regno di Sardegna, decretò la sostituzione della coccarda azzurra sabauda, in tutti gli ambiti militari in cui era utilizzata, con la coccarda tricolore:
(Circolare ministeriale del 14 giugno 1848 del Regno di Sardegna)

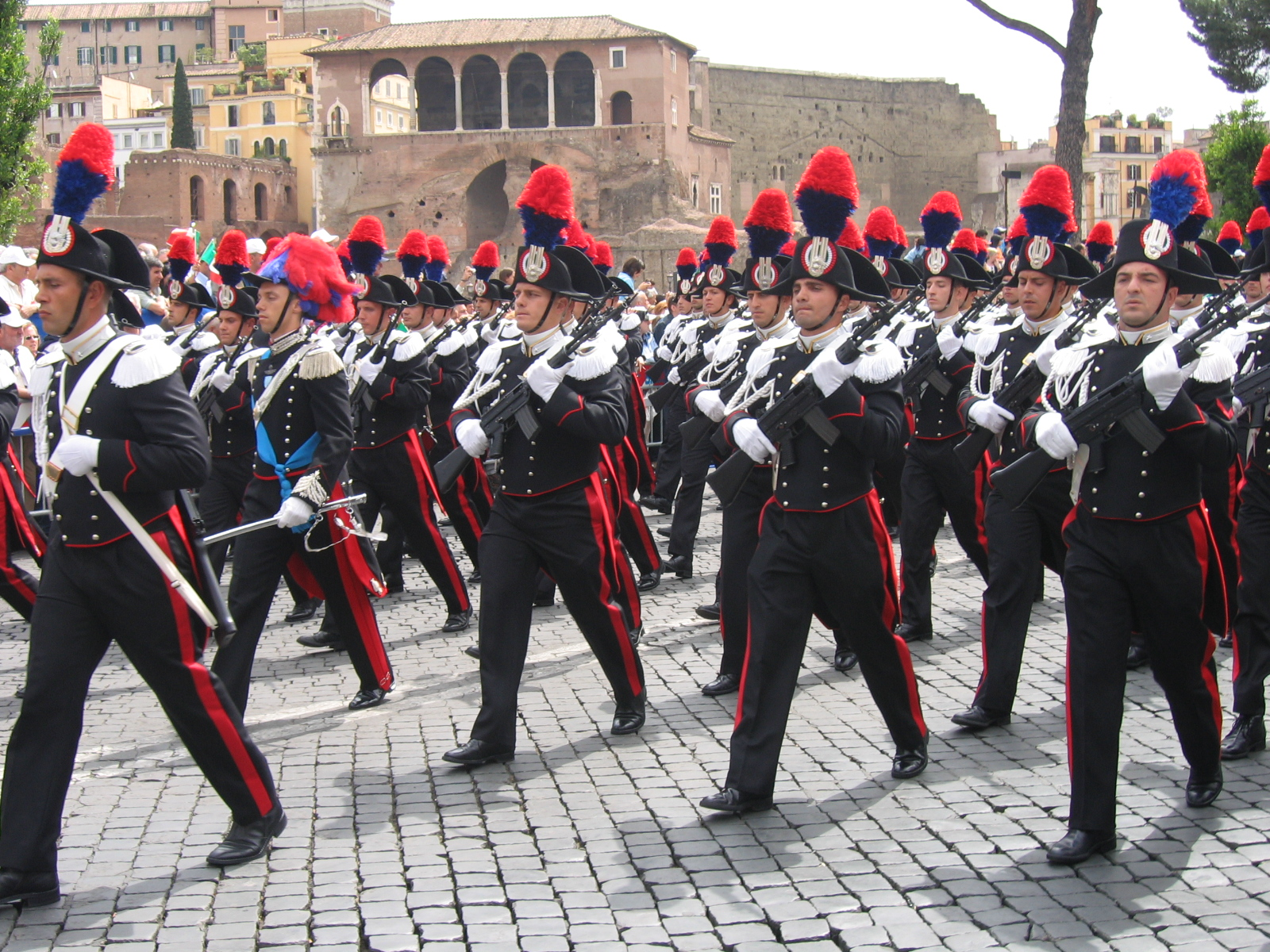
Carabinieri in alta uniforme alla Festa della Repubblica Italiana del 2 giugno 2006. Si può notare la presenza, sul loro cappello, sotto lo stemma, della coccarda italiana tricolore.

La coccarda azzurra era fino a quel momento collocata sul cappello della divisa dell'Arma dei Carabinieri, sul fregio dei berretti dei bersaglieri e sui copricapi dei reggimenti di cavalleria. Sul cappello dei Carabinieri la coccarda azzurra era presente fin dalla fondazione dell'Arma, che è datata 1814, per l'Arma di cavalleria la sua introduzione è ascrivibile al 1843 mentre per i bersaglieri al 1836.
Nello specifico, lo stralcio della circolare del 14 giugno 1848 recitava che la coccarda azzurra sarebbe stata sostituita:
(Circolare ministeriale del 14 giugno 1848 del Regno di Sardegna)
In ambito istituzionale la coccarda azzurra ebbe invece sorte diversa. Lo Statuto Albertino del Regno di Sardegna, che fu promulgato il 4 marzo 1848 da Carlo Alberto di Savoia, da cui il nome, e che diventò poi la legge fondamentale del Regno d'Italia, prevedeva infatti all'articolo 77 che la coccarda azzurra fosse la sola nazionale. Questo articolo rimase in vigore fino al 1º gennaio 1948 quando lo Statuto Albertino fu sostituito dalla Costituzione della Repubblica Italiana, che sancì l'uso della coccarda tricolore in tutte le sedi ufficiali della Repubblica.

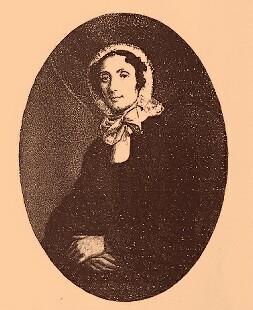
Laura Solera Mantegazza.

Durante i moti del 1848 delle coccarde tricolori comparvero in tutti gli Stati preunitari italiani, dal Regno di Sardegna appuntate sui cappelli o sui vestiti dei patrioti italiani, al Regno Lombardo-Veneto, dal Regno delle Due Sicilie, allo Stato Pontificio, dal Granducato di Toscana, al Ducato di Parma e Piacenza e a quello di Modena e Reggio. La coccarda tricolore era tra i simboli più malvisti dalle autorità: ad esempio Carlo II di Parma, sebbene non fosse tra i sovrani più reazionari (tant'è che concesse una relativa libertà di stampa), ne vietò l'uso nel suo ducato.
In ambito ufficiale la coccarda diventò uno dei simboli ufficiali del Regno di Sicilia, Stato resosi indipendente dal regno borbonico durante la rivoluzione siciliana del 1848.

#### L'Unità d'Italia

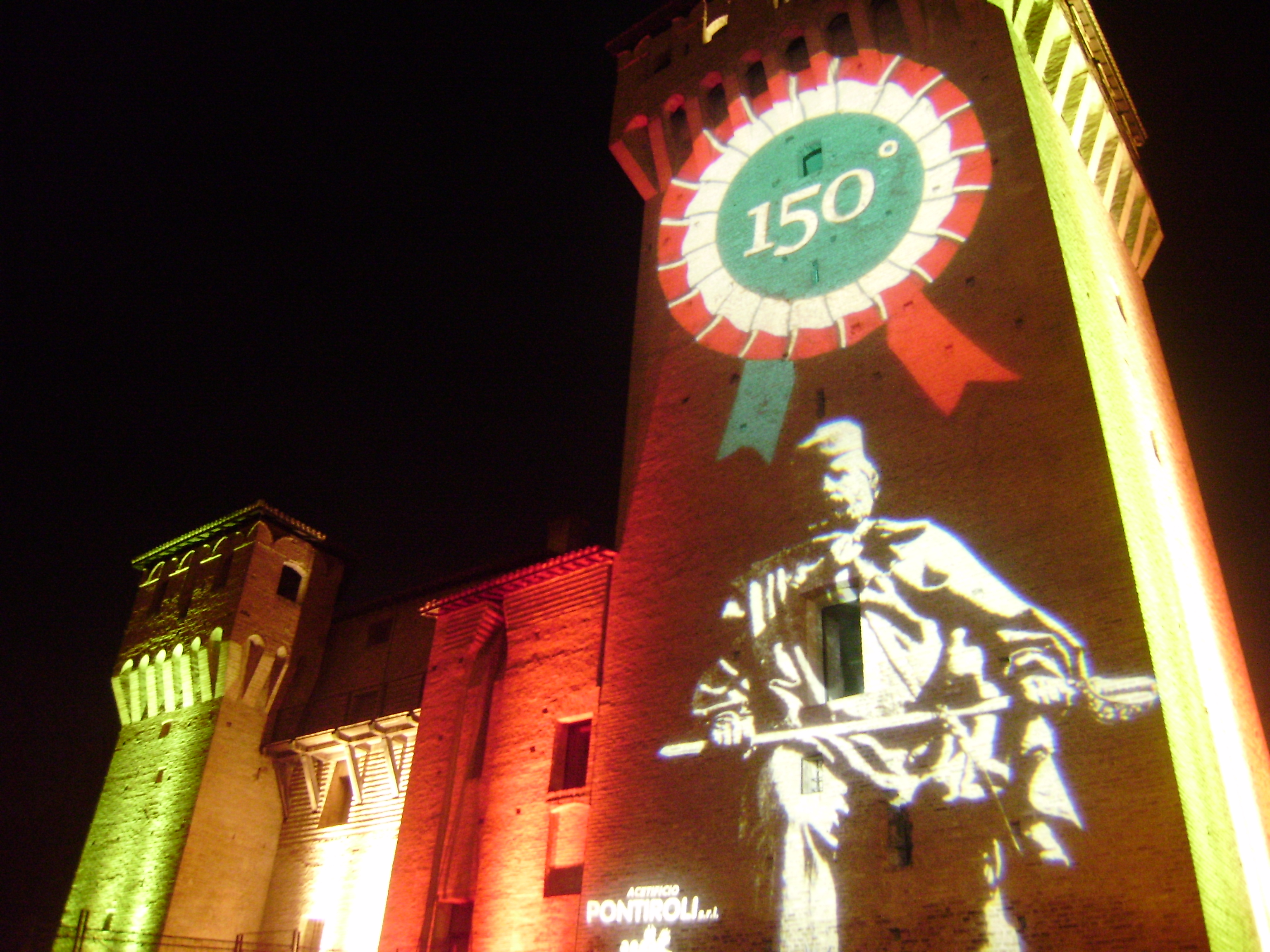
Coccarda tricolore proiettata sulla Rocca estense di San Felice sul Panaro in occasione del 150º anniversario dell'Unità d'Italia (2011).

Durante la seconda guerra d'indipendenza i territori che venivano gradualmente conquistati dal "re eletto" Vittorio Emanuele II di Savoia e da Napoleone III di Francia acclamavano i due sovrani come liberatori sventolando bandiere verdi, bianche e rosse e indossando coccarde tricolori; anche le regioni pronte a chiedere l'annessione al Regno di Sardegna attraverso i plebisciti risorgimentali esprimevano la loro volontà di far parte di un'Italia unita con lo sventolio di bandiere e l'uso di coccarde sui vestiti.
Le coccarde tricolori erano presenti anche durante la spedizione dei Mille (1860), iniziando a comparire sulle giacche dei siciliani che gradualmente ingrossavano le file dei garibaldini. In particolare, fecero il loro debutto poco prima della conquista, da parte di Giuseppe Garibaldi, di Palermo, per poi seguire l'eroe dei due mondi nella sua vittoriosa campagna nel Regno delle Due Sicilie.
Delle coccarde tricolori erano consegnate agli abitanti del Regno delle Due Sicilie, poco prima di ogni moto di insurrezione, affinché avessero un segno distintivo dal significato inequivocabile. Furono appuntate anche sul berretto della divisa ufficiale del corpo di ordine pubblico istituito da Giuseppe Garibaldi nelle terre che progressivamente venivano conquistate.

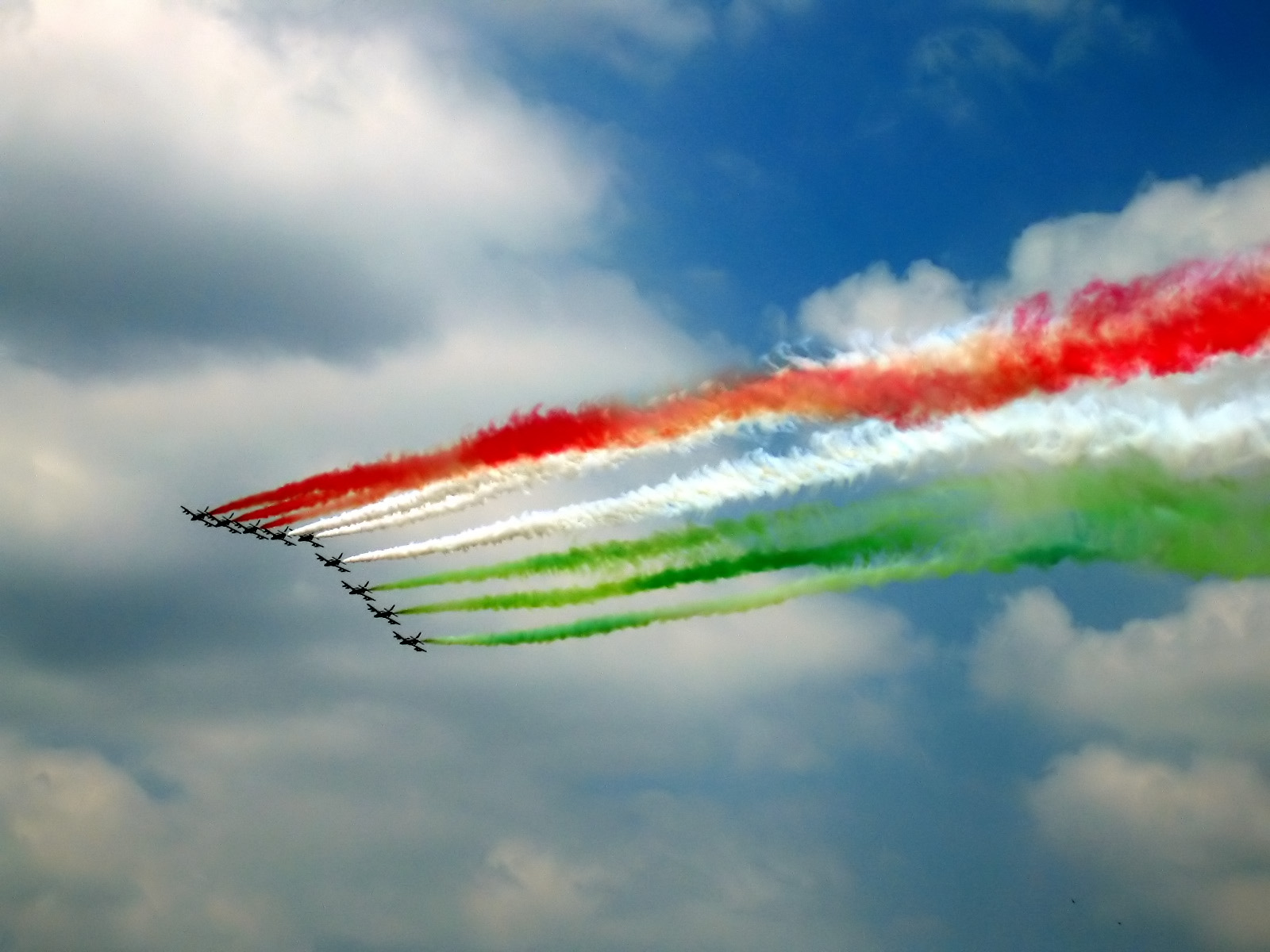
Le Frecce Tricolori mentre disegnano i colori nazionali italiani durante la parata militare della Festa della Repubblica Italiana del 2 giugno 2006. Rappresentano l'utilizzo scenografico più conosciuto dei tre colori nazionali italiani.

Coccarde tricolori furono realizzate da alcune patriote milanesi, guidate da Laura Solera Mantegazza, per finanziare la spedizione dei Mille. A ciascuna coccarda tricolore, che era in vendita a una lira, era associato un biglietto numerato riportante sul fronte l'effige di Giuseppe Garibaldi, il tricolore italiano e la scritta "Soccorso a Garibaldi", mentre sul retro la dicitura "Soccorso alla Sicilia". Di queste coccarde ne furono venduti 24.442 esemplari, un risultato al di sotto delle aspettative forse a causa di una voce infondata diffusasi tra la popolazione sostenente che parte del guadagno ottenuto dalla vendita delle coccarde sarebbe andato a Giuseppe Mazzini, patriota malvisto da una parte dei milanesi.
L'utilizzo di coccarde tricolori continuò anche a conquiste risorgimentali terminate: nei territori poi soggetti ai plebisciti, anche dopo la consultazione popolare, fu molto comune l'uso di ornamenti verdi, bianchi e rossi appuntati su abiti e berretti. Degne di nota, per la loro particolarità, furono delle coccarde usate dai partigiani dalle Brigate Garibaldi durante la Resistenza nel corso della seconda guerra mondiale, che erano caratterizzate dalla presenza, al loro centro, di una stella rossa.

### Gli utilizzi successivi

#### Ambito aeronautico e militare
Terminata la stagione risorgimentale, la coccarda tricolore continuò a essere adoperata in campo militare sui copricapi da parata dei sopracitati reparti delle forze armate italiane e fu introdotta, inoltre, nell'ambito aeronautico.

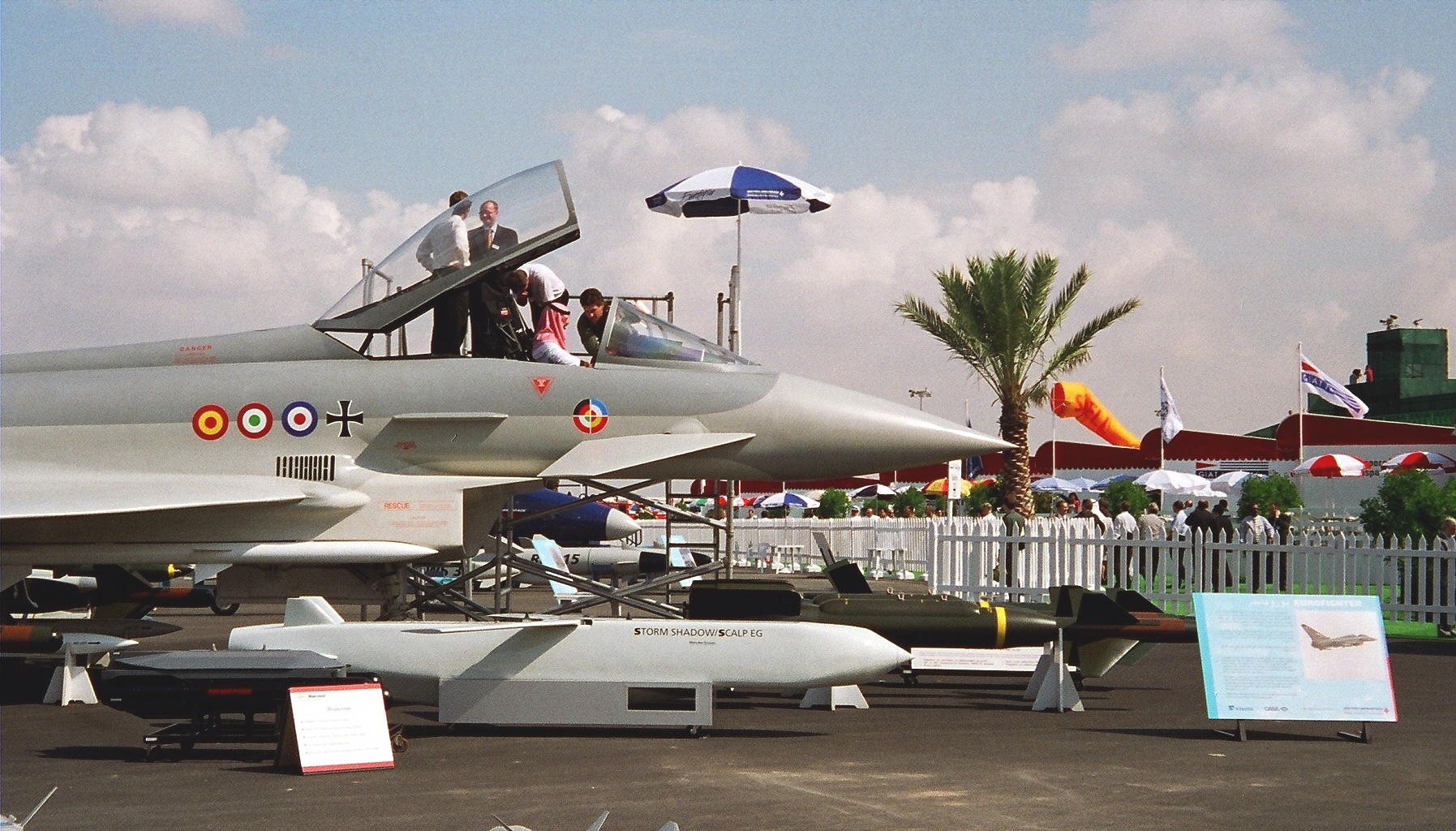
Coccarde applicate sulla fusoliera di un caccia Eurofighter Typhoon in mostra alla manifestazione aerea di Dubai, negli Emirati Arabi Uniti, in una foto del 1998. Le coccarde rappresentano, da sinistra, l'Ejército del Aire (Spagna), l'Aeronautica Militare Italiana (Italia), la Royal Air Force (Regno Unito) e la Luftwaffe (Germania).

Dopo l'entrata del Regno d'Italia nella prima guerra mondiale, il Comando supremo militare italiano si rese conto dell'inadeguatezza dei contrassegni precedentemente utilizzati sugli aerei italiani: pertanto ordinò di verniciare l'impennaggio verticale con il tricolore e l'intradosso delle ali con sezioni verdi, bianche e rosse per il riconoscimento della nazionalità. Molto più spesso la sezione centrale non venne però verniciata di bianco, rimanendo del colore della tela. Come ulteriore contrassegno, la coccarda tricolore, nella versione schematica "a disco" con il rosso esterno, il bianco centrale e il verde interno, fu istituita il 21 dicembre 1917, venendo posta ai lati della fusoliera e sopra l'ala superiore.
Nel periodo immediatamente successivo comparvero delle coccarde tricolori che avevano il perimetro verde e il disco centrale rosso – quindi con una posizione dei colori che era invertita rispetto a quella convenzionalmente utilizzata – sembra in seguito a lamentele provenienti dagli alleati, finalizzate a evitare che si facesse confusione con gli aerei del Royal Flying Corps britannico e con i velivoli dell'Aéronautique Militaire francese, che operavano nello stesso teatro di guerra e che avevano entrambe una coccarda che poteva essere confusa con quella italiana, visto che i colori che le differenziavano erano visivamente simili se osservati rapidamente oppure se guardati in condizioni di bassa visibilità.
Spesso i velivoli acquistati direttamente in Francia mantennero comunque, per praticità, delle coccarde con il rosso all'esterno, semplicemente sovrapponendo il verde al blu centrale, quindi all'inverso degli aerei di produzione nazionale. La coccarda italiana tricolore fu usata, in modo discontinuo, fino al 1927, quando venne sostituita da una coccarda raffigurante il fascio littorio, uno dei simboli più identificativi del fascismo.
In ambito aeronautico la coccarda tricolore con il rosso verso l'esterno e il verde al centro è tornata in uso, senza più essere cambiata, nel 1943, durante la seconda guerra mondiale, in occasione della costituzione dell'Aeronautica Cobelligerante Italiana: dopo la caduta del fascismo, ci fu infatti l'immediata scomparsa di tutti i simboli a esso legati, fascio littorio compreso.
La coccarda tricolore, che è stata poi diffusamente utilizzata su tutti gli aeromobili statali italiani, non solo militari, è ancora oggi uno dei simboli dell'Aeronautica Militare Italiana. Nel 1991 è stata introdotta la coccarda tricolore a bassa visibilità, che è caratterizzata dalla banda bianca più stretta rispetto alle altre due.
Sempre in ambito militare, la coccarda tricolore è dal 14 giugno 1848 la base del fregio da parata dei bersaglieri, dei reggimenti di cavalleria, dei Carabinieri – quando ha sostituito in questo ruolo la coccarda italiana azzurra – e della Guardia di Finanza. Quest'ultima è stata fondata nel 1862, quindi successivamente al cambio di coccarda, che è datato 1848: pertanto la Guardia di Finanza ha sempre avuto, come base del proprio fregio, la coccarda tricolore.

#### Ambito istituzionale

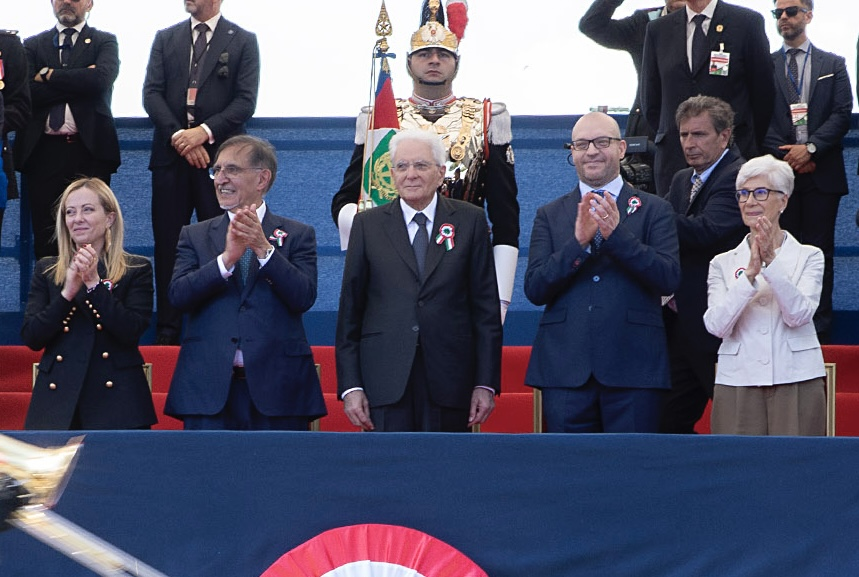
Le massime cariche dello Stato con appuntata sulla giacca, durante la parata militare della Festa della Repubblica Italiana, che è celebrata ogni 2 giugno, una coccarda tricolore

È tradizione, per le massime cariche dello Stato avere appuntata sulla giacca, durante la parata militare della Festa della Repubblica Italiana, che è celebrata ogni 2 giugno, una coccarda tricolore.

#### Ambito sportivo
Nello sport italiano – seguendo una tradizione nata nel calcio sul finire degli anni cinquanta del XX secolo, e ricalcante la prassi dello scudetto, che debuttò sulle maglie del Genoa nella stagione 1924-1925 su idea di Gabriele D'Annunzio – la coccarda tricolore è divenuta il simbolo distintivo dei successi nelle coppe nazionali, cucita sulla maglia della squadra detentrice di questo trofeo: le formazioni vincitrici nelle varie Coppe Italia possono infatti sfoggiare la coccarda tricolore, nella forma schematica "a disco", sulle proprie divise per l'intera stagione successiva alla vittoria.
La coccarda tricolore ha debuttato nel calcio nella stagione 1958-1959 sulle maglie della Lazio. A partire dalla stagione 1985-1986, la coccarda tricolore utilizzata per le squadre detentrici della Coppa Italia subì una modifica: iniziò a essere utilizzata la versione con i colori invertiti, ovvero con il verde esterno e il rosso al centro.
Dalla stagione 2006-2007 è stata ripristinata la tipologia convenzionale, quella con il rosso all'esterno e il verde al centro. Nel calcio la coccarda tricolore è anche il simbolo, sempre nella forma "a disco", delle vittorie nella Coppa Italia Serie D, nella Coppa Italia Dilettanti e – con sostanziali differenze stilistiche, visto che è rappresentata nella forma schematica "a circolo" oltre che con il verde all'esterno e il rosso all'interno – nella Coppa Italia Serie C.

## Evoluzione storica

### In ambito istituzionale

Regno di Sardegna (fino al 1861) e Regno d'Italia (1861-1948)
Repubblica Italiana (1948-oggi)

### In ambito militare

Regno di Sardegna (fino al 1848)
Regno di Sardegna (1848-1861), Regno d'Italia (1861-1948) e Repubblica Italiana (1948-oggi)

### In ambito aeronautico

Corpo Aeronautico, Regia Aeronautica e Aeronautica Militare Italiana (1917-1918 e 1943-oggi)
Corpo Aeronautico e Regia Aeronautica (1918-1927)
Regia Aeronautica (solo sulla fusoliera: 1927-1943)
Regia Aeronautica (solo sulle ali: 1935-1943)
Aeronautica Militare a bassa visibilità (1991-oggi)

### In ambito sportivo

Coppa Italia (1958-1985, 2006-oggi) Coppa Italia Dilettanti (1966-1985, 2006-oggi), Coppa Italia Serie D (1999-oggi)
Coppa Italia (1985-2006), Coppa Italia Dilettanti (1985-2006)
Coppa Italia Serie C (1972-oggi)

## La coccarda italiana tricolore nella musica

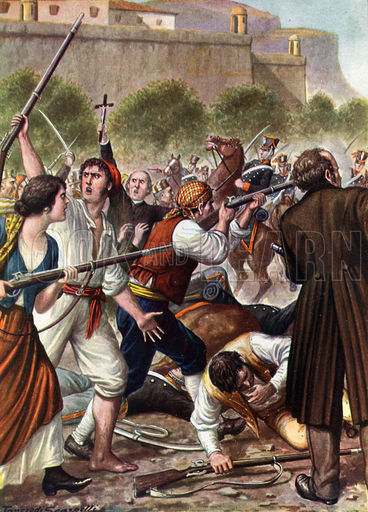
L'insurrezione di Palermo del 1820. La coccarda italiana tricolore, dopo l'epoca napoleonica, ricomparve per la prima volta nel Regno delle Due Sicilie durante i moti del 1820-1821

Alla coccarda tricolore è stata dedicata una celebre canzone scritta da Francesco Dall'Ongaro e musicata da Luigi Gordigiani:
(La coccarda tricolore, di Francesco Dall'Ongaro e Luigi Gordigiani)

### Esplicative
1. ↑  La coccarda tricolore francese era chiamata dai mezzi di stampa italiani "coccarda del popolo", "coccarda di cittadini", "coccarda della libertà", "coccarda patriottica", "coccarda nazionale", "segnale della libertà" e "coccarda dell'Assemblea Nazionale" a testimonianza del suo valore universale, legato agli ideali della rivoluzione, che trascendeva dalla nazione in cui nacque. Cfr. testo di Ferorelli a p. 665.
2. ↑  Il tribunale criminale del Torrone si trovava all'interno di Palazzo d'Accursio, storico edificio che si affaccia su piazza Maggiore a Bologna, per secoli sede del municipio della città emiliana nonché, per un periodo, anche delle carceri cittadine. Il tribunale prendeva il nome dalla presenza dell'imponente torrione che caratterizza ancora oggi l'edificio. Cfr.  Il tribunale criminale del Torrone, su archiviodistatobologna.it. URL consultato il 24 settembre 2018 (archiviato dall'url originale il 24 settembre 2018).
3. ↑  "Re eletto", ovvero in procinto di diventare re d'Italia. Il termine "eletto" ha infatti, tra suoi i sinonimi, "designato", "investito", "prescelto" e "acclamato". Con questo titolo Vittorio Emanuele II di Savoia coniò anche monete che ebbero corso legale nelle Province Unite del Centro Italia, entità statale di breve esistenza costituita da territori che di lì a poco sarebbero stati annessi al Regno di Sardegna grazie ai plebisciti risorgimentali. Cfr.  Visione d'insieme delle monete - Re Eletto, su numismatica-italiana.lamoneta.it. URL consultato il 25 settembre 2018.
4. ↑  La coccarde francese ha semplicemente, rispetto a quella italiana, il blu in luogo del verde, mentre la coccarda britannica è praticamente identica a quella francese, ma con il rosso e il blu invertiti di posizione
5. ↑  Nella stagione 1958-1959 furono disputate due diverse edizioni della Coppa Italia, che venne reintrodotta dalla FIGC dopo 15 anni. La Coppa Italia 1958 ebbe inizio prima che cominciasse la Serie A 1958-1959, mentre la Coppa Italia 1958-1959 venne organizzata durante il campionato. Questo fu dovuto alla volontà dell'UEFA di introdurre una nuova competizione europea a cui avrebbero dovuto partecipare le vincitrici delle coppe nazionali: la Coppa delle Coppe. Le prime partite della Coppa Italia 1958 fanno quindi parte della stagione sportiva 1957-1958.

### Bibliografiche
1. 1 2 3 4 5   La Coccarda alla Biblioteca Museo Risorgimento, su castellalfero.net. URL consultato il 7 maggio 2017.
2. 1 2 3  Barbero, Cap. XVIII.
3. ↑   Tino di Salvo, Le origini della bandiera italiana, su siciliapiemonte.com. URL consultato il 14 agosto 2018.
4. 1 2 3 4 5 6 7  Ferorelli, p. 662.
5. 1 2   Francesco Frasca, L’Esercito del primo Tricolore (PDF), su difesa.it. URL consultato l'8 marzo 2017.
6. 1 2 3   Il Tricolore, su quirinale.it. URL consultato il 19 marzo 2016 (archiviato dall'url originale il 31 marzo 2014).
7. 1 2 3 4 5 6 7 8 9  Ferorelli, p. 668.
8. 1 2   San Felice, escursionista di Gaeta ferito mentre scende dal Picco di Circe, su latinacorriere.it. URL consultato il 21 agosto 2018.
9. 1 2 3   Gerardo Severino, I cento anni del nostro fregio (PDF), su museostorico.gdf.it. URL consultato il 20 agosto 2018 (archiviato dall'url originale il 20 agosto 2018).
10. ↑   AeroStoria Anni '50, su aerostoriajet.blogspot.com. URL consultato il 21 agosto 2018.
11. 1 2   Il cappello piumato, su 66radunobersaglieripiave2018.it. URL consultato il 13 agosto 2018 (archiviato dall'url originale il 13 marzo 2017).
12. 1 2 3   Quando scudetto e coccarda sono sulla stessa maglia..., 4 gennaio 2011. URL consultato il 1º maggio 2012.
13. 1 2   Valentina Santarpia, 2 giugno, gli applausi per Mattarella e Conte all'Altare della Patria, su roma.corriere.it. URL consultato il 2 giugno 2018.
14. 1 2  Rivista aeronautica, p. 115.
15. ↑   Renata Polverini: coccarde tricolori alla sua giunta ma i colori sono invertiti – Il Messaggero, su nuovaresistenza.org. URL consultato il 6 maggio 2017.
16. 1 2 3  (EN) Roundels of the World, su cocardes.monde.online.fr. URL consultato il 24 agosto 2018.
17. ↑   Festa nazionale con diverse coccarde, su scopribudapest.com. URL consultato il 15 giugno 2020 (archiviato dall'url originale il 15 marzo 2017).
18. 1 2  Adye, p. 271.
19. 1 2  Troiani, p. 99.
20. ↑  Lucchetti, Cap. 22.
21. ↑   Maurizio Ridolfi, La politica dei colori nell'Italia contemporanea, su treccani.it. URL consultato il 5 agosto 2018.
22. 1 2 3 4 5   I valori » Il Tricolore, su 150anni.it. URL consultato il 3 maggio 2017.
23. 1 2  (FR) Le drapeau français - Présidence de la République, su elysee.fr. URL consultato il 13 febbraio 2013.
24. ↑   Ito De Rolandis, Otto mesi prima di Reggio il tricolore era già una realtà, su radiomarconi.com. URL consultato il 14 gennaio 2016 (archiviato dall'url originale il 9 marzo 2016).
25. 1 2  Maiorino, p. 156.
26. ↑  Fiorini, pp. 239-267 e 676-710.
27. ↑  Ferorelli, pp. 654-680.
28. 1 2  Bolzano, p. 174.
29. ↑   Giuseppe Corsentino, Il verde no, perché è il colore del re. Così la Francia ha scelto la bandiera blu, bianca e rossa ispirandosi all'America, su italiaoggi.it. URL consultato il 9 marzo 2017.
30. ↑   Presa della Bastiglia, il 14 luglio e il rosso della first lady messicana Angelica, su ansa.it. URL consultato il 9 marzo 2017.
31. 1 2  Ferorelli, p. 660.
32. ↑  Ferorelli, pp. 660-661.
33. 1 2 3 4  Ferorelli, p. 661.
34. 1 2  Ferorelli, p. 667.
35. 1 2 3  Ferorelli, p. 666.
36. 1 2 3  Ferorelli, p. 665.
37. ↑  Ferorelli, p. 664.
38. 1 2 3 4  Villa, p. 40.
39. ↑  Ferorelli, p. 663.
40. 1 2  Ferorelli, p. 669.
41. ↑  Fiorini, p. 249.
42. ↑  Villa, p. 12.
43. 1 2 3 4 5 6 7  Colangeli, p. 11.
44. ↑   Felice Venosta, Luigi Zamboni, il primo martire della libertà italiana, Francesco Scorza Editore, Milano, 1864, su radiomarconi.com. URL consultato il 3 marzo 2017 (archiviato dall'url originale il 2 marzo 2016).
45. 1 2 3  Fiorini, p. 253.
46. 1 2 3 4 5  Colangeli, p. 12.
47. ↑  Poli, p. 423.
48. ↑   La sommossa di Bologna, su radiomarconi.com. URL consultato il 3 marzo 2017 (archiviato dall'url originale l'8 giugno 2017).
49. ↑   Cronologia della nascita della Bandiera Nazionale Italiana sulla base dei fatti accaduti in seguito alla sommossa bolognese del 1794, su radiomarconi.com. URL consultato il 12 maggio 2017 (archiviato dall'url originale il 2 marzo 2016).
50. 1 2 3  Villa, p. 10.
51. ↑  Colangeli, p. 13.
52. ↑  Fiorini, p. 706.
53. ↑  Villa, p. 46.
54. ↑  Villa, p. 11.
55. ↑  Vecchio, p. 42.
56. ↑  Maiorino, p. 157.
57. ↑  Tarozzi, p. 9.
58. ↑  Villa, pp. 11-12.
59. ↑  Maiorino, pp. 159-160.
60. ↑  Maiorino, p. 160.
61. ↑  Maiorino, p. 162.
62. ↑  Villa, pp. 13-14.
63. ↑  Maiorino, p. 163.
64. ↑  Maiorino, p. 169.
65. ↑  Bronzini, p. 113.
66. ↑  Bronzini, p. 129.
67. ↑  Villa, p. 18.
68. ↑  Bronzini, p. 119.
69. ↑  Bronzini, p. 137.
70. ↑   Cenni storici sulla città di Bronte, su bronteinsieme.it. URL consultato il 5 agosto 2018.
71. ↑  Gavelli, p. 43.
72. ↑   Museo nazionale del Risorgimento italiano, su visitatorino.com. URL consultato il 10 marzo 2016 (archiviato dall'url originale il 12 aprile 2016).
73. ↑  Busico, p. 215.
74. ↑  Coppi, p. 29.
75. ↑  Bertoldi, pp. 63-65 e p. 76.
76. ↑  Ricceri, p. 114.
77. ↑  Bronzini, p. 131.
78. 1 2  Cattaneo, Cap. XI.
79. ↑  Villa, p. 20.
80. ↑  Villa, p. 21.
81. ↑  Viola, p. II.
82. ↑  Villa, p. 22.
83. 1 2   Regolamenti su uniformi, equipaggiamento e armi, su eleri.interfree.it. URL consultato il 18 agosto 2018.
84. 1 2   La bandiera - Cenni storici e norme per l'esposizione (PDF), su presidenza.governo.it. URL consultato il 18 agosto 2018.
85. 1 2   Il cappello piumato, su 66radunobersaglieripiave2018.it. URL consultato il 18 agosto 2018 (archiviato dall'url originale il 13 marzo 2017).
86. ↑   Il contributo della Cavalleria all'Unità d'Italia, su assocavalleria.eu. URL consultato il 18 agosto 2018 (archiviato dall'url originale il 18 agosto 2018).
87. ↑   13 luglio 1814: nasce il corpo dei Carabinieri, su san.beniculturali.it. URL consultato il 18 agosto 2018.
88. ↑   Tino di Salvo, Le origini della bandiera italiana, su siciliapiemonte.com. URL consultato il 18 agosto 2018.
89. ↑   Il Tricolore, su 150anni.it. URL consultato il 18 agosto 2018.
90. ↑   I diritti fondamentali nell'esperienza costituzionale italiana: dallo Statuto Albertino alla Costituzione repubblicana (PDF), su old.giappichelli.it. URL consultato il 18 agosto 2018 (archiviato dall'url originale il 20 agosto 2018).
91. ↑   I moti: la "rivoluzione dall'alto" del 1848, su museotorino.it. URL consultato il 5 agosto 2018.
92. ↑   Valerio Marchi, Udine e i moti del 1848, quel sogno di libertà infranto dagli austriaci, su messaggeroveneto.gelocal.it. URL consultato il 5 agosto 2018.
93. 1 2   Salvatore Gabriele Imperiale, 12 gennaio 1848, in piazza contro il Re: quella volta che Palermo stupì l'Europa, su palermotoday.it. URL consultato il 5 agosto 2018.
94. ↑  Autori vari, p. 1857.
95. ↑   Rassegna storica del Risorgimento, su risorgimento.it. URL consultato il 2 settembre 2018 (archiviato dall'url originale il 26 luglio 2021).
96. ↑   Piacenza nel Risorgimento, su piacenzaprimogenita150.it. URL consultato il 3 settembre 2018 (archiviato dall'url originale il 3 settembre 2018).
97. ↑  Bellocchi, pp. 96-101.
98. 1 2  Candido, p. 38.
99. ↑  Proto, p. 52.
100. ↑   L'anno di Teano (PDF), su societaitalianastoriamilitare.org. URL consultato il 7 agosto 2018.
101. ↑  Caliaro, p. 25.
102. 1 2 3   Coccarda patriottica per il soccorso a Garibaldi, su cartamonetaitaliana.com. URL consultato il 5 agosto 2018 (archiviato dall'url originale il 5 agosto 2018).
103. ↑   I plebisciti e le elezioni, in L'Unificazione, Roma, Istituto dell'Enciclopedia Italiana, 2011.
104. ↑  Rossi, p. 179.
105. 1 2 3   Prima Guerra Mondiale - Italia, su portalestoria.net. URL consultato il 7 agosto 2018 (archiviato dall'url originale l'8 ottobre 2018).
106. ↑  Circolare ministeriale del 28 giugno 1915. Alegi, p. 2
107. ↑  Alegi, p. 2.
108. ↑  Disposizione 37568 dell'Ufficio Servizi Aeronautici (U.S.A.) del Comando Supremo. Alegi, p. 4
109. ↑  Alegi, p. 3.
110. ↑  Alegi, p. 13.
111. 1 2   Seconda Guerra Mondiale - Italia, su portalestoria.net. URL consultato il 13 agosto 2018 (archiviato dall'url originale il 27 luglio 2016).
112. ↑   Il contributo dell'Aeronautica Militare (PDF), su difesa.it. URL consultato il 7 agosto 2018.
113. ↑   Giuseppe Fassari, AMI Special Colors, su icsm.it. URL consultato il 13 agosto 2018.
114. ↑   150 anni di D'Annunzio, l'ideatore dello scudetto sulle maglie da gioco, su fantagazzetta.com. URL consultato il 12 maggio 2017 (archiviato dall'url originale il 25 febbraio 2016).
115. ↑   Cosimo Silva, Quando scudetto e coccarda sono sulla stessa maglia..., su ilgazzettinovesuviano.com. URL consultato il 7 agosto 2018.
116. ↑   Albo d’oro – Storia della Coppa Italia, su pronostici.betclic.it. URL consultato il 12 maggio 2017.
117. ↑  Vedere i colori della coccarda in  AS Roma 1984-1985, su almanaccogiallorosso.it. URL consultato l'8 agosto 2018.
118. ↑  Vedere i colori della coccarda in  Juha Tamminen, su juhatamminen.photoshelter.com. URL consultato l'8 agosto 2018.
119. ↑  Vedere i colori della coccarda in  14° scudetto 2005-2006, su inter.it. URL consultato l'8 agosto 2018 (archiviato dall'url originale il 7 luglio 2018).
120. ↑  Vedere i colori della coccarda in  Serie A: Inter Campione d'Italia 2006-2007, su ilcalcio.net. URL consultato l'8 agosto 2018.
121. ↑   Laura Tomasi, Coppa Italia di serie C: Modena nel girone D con Pistoiese e Pontedera, su modenasportiva.it. URL consultato il 4 ottobre 2018.
122. ↑  Zanichelli, p. 438.